# Lijst van straten in Rotterdam
Deze lijst bevat een uitleg van de betekenis van de naamgeving van straten in Rotterdam. De namen zijn gegroepeerd per wijk en daarbinnen op alfabetische volgorde. Het geven van straatnamen is de bevoegdheid van de gemeenteraad, die vaak wordt gemandateerd aan B&W.

## Centrum

### Postcode 3011
- Achterharingvliet, naar het Haringvliet
- Achterklooster, naar een Rotterdams klooster uit 1444
- Admiraliteitskade, naar de Admiraliteit van Rotterdam
- Baan, naar een lijnbaan
- Bagijnenstraat, naar een middeleeuws Bagijnhof
- Beursplein en Beurstraverse, naar de Rotterdamse Beurs
- Bierstraat
- Binnenrotte en Binnenrottehof, naar de Rotte binnen de Stadsdriehoek
- Blaak, naam al in de middeleeuwen in gebruik, herkomst onbekend
- Blekerstraat, 1e Blekerhof en 2e Blekerhof, naar de stadsblekerij
- Boerengatkade, kade langs het Boerengat
- Boompjes en Boompjeskade, naar de boom
- Botersloot en Botersloothof, naar de boter
- Brandersplaats, naar de branderijen
- Bredestraat en Bredestraathof, namen gaan terug tot de 16e eeuw
- Brouwerijstraat, naar een oude bierbrouwerij
- Bulgersteyn en Bulgersteynhof, naar een middeleeuws kasteel op deze plaats
- Burgemeester van Walsumweg, naar Gerard van Walsum
- Churchillplein, naar Winston Churchill
- Coolsingel, naar het ambacht Cool
- Delftsevaart, Delftsevaarthof en Delftseveer, naar Delft
- Doelstraat en Doelwater, naar de Sint Jorisdoelen op deze plaats
- Ds. Jan Scharpstraat, naar een 18e-eeuws predikant
- Eendengang, naar eenden
- Galerij, naar een middeleeuws verdedigingswerk op deze plaats
- Gedempte Zalmhaven
- Geldersekade en Geldersestraat, naar de eigenaar van een scheepswerf op deze plaats
- Glashaven, naar een glasblazerij
- Goudsesingel, naar Gouda
- Goudsewagenstraat, 1e, 2e en 3e Goudsewagenhof, oude naam, reeds in 1366 vermeld
- Groenendaal, oude naam, reeds in 1550 vermeld
- Grotekerkplein, naar de Grote of Sint-Laurenskerk
- Grotemarkt, naar de markt
- Haagseveer, naar Den Haag
- Halhof
- Halstraat
- Halvemaansteeg
- Hang
- Haringvliet
- Herenplaats
- Hertekade
- Hofplein
- Hoogstraat
- Hooimarkt
- Hoornbrekersstraat
- Jufferhof
- Jufferkade
- Jufferstraat
- Kapitein Imanhof
- Keizerstraat
- Ketelaarsstraat
- Kipstraat
- Koestraat
- Kolk
- Koningsdam
- Korte Hoogstraat
- Leeuwenstraat
- Leuvehaven
- Leuvehoofd
- Librijesteeg
- Lombardkade
- Maasboulevard, naar de Nieuwe Maas
- Mariniershof en Mariniersweg
- Meent en Meenthof, naar een meent
- Molstraat, naar de vooroorlogse Molsteeg
- Nieuwehaven, naar de Oude Haven
- Nieuwemarkt, 17e-eeuwse naam
- Nieuwstraat, 1e en 2e Nieuwstraathof, 16e-eeuwse naam
- Noordmolenwerf, naar een vooroorlogse molen
- Oosterkade
- Oostmolenstraat en Oostmolenwerf, naar een vooroorlogse molen
- Oostplein aan de oostkant van de Stadsdriehoek
- Oppert en Opperthof, verbastering van de Nieuwpoort, naam stamt uit de 14e eeuw
- Oudehavenkade
- Oudehoofdplein, naar het havenhoofd van de Oude Haven
- Overblaak, naar de Blaak
- Pannekoekhof, Pannekoekstraat, naam reeds in de 15e eeuw bekend
- Passage, naar de vooroorlogse Passage
- Pierre Baylestraat
- Pim Fortuynplaats (op 6 mei 2012 werd een gedeelte van de Korte Hoogstraat hernoemd)
- Pompenburg, naar een 17e-eeuwse molen ter plaatse
- Posthoornstraat, naar een 17e-eeuwse brouwerij ter plaatse
- Prinsenhof, naar een onderkomen voor de Prins van Oranje (sinds 1575)
- Raam, naar de ramen, gebruikt in de Lakenindustrie
- Rederijstraat
- Rijstuin, middeleeuwse naam, verwijzend naar rijshout
- Rodezand, Rodezandhof, naar een rode zandbank in de Nieuwe Maas
- Roobrughof, naar een rode brug (Roobrug) over de vroegere Nieuwehaven
- Scheepmakershaven, Scheepmakerskade, Scheepmakerspassage, naar de scheepswerven die sinds de 17e eeuw ter plaatse gevestigd waren
- Scheepstimmermanslaan, naar de 18e-eeuwse scheepswerven ter plaatse
- Schiedamse Vest en Schiedamsedijk, naar Schiedam
- Schilderstraat, naar de vooroorlogse Schilderssteeg (die op zijn beurt verwees naar de kunstschilders ter plaatse)
- Sint-Jacobs plaats, Sint-Jacobstraat
- Sint-Janstraat, 1e, 2e en 3e Sint-Janshof
- Sint-Laurenshof
- Slepersvest
- Soetensteeg
- Spaansekade
- Spaansepoort
- Spaarbankstraat
- Steiger
- Stokviswater
- Terwenakker
- Valkenstraat
- Vasteland
- Vissersdijk
- Vlasmarkt
- Vogelenzang
- Westewagenstraat, 1e, 2e, 3e en 4e Westewagenhof
- Westnieuwland
- Wijde Kerkstraat
- Wijnbrugstraat
- Wijnhaven, Wijnkade, Wijnstraat en Oost-Wijnstraat naar wijn
- Wolfshoek
- Zalmhaven
- Zijl
- Zwartehondstraat

### Postcode 3012
- Aert van Neshof en Aert van Nesstraat, naar Aert Jansse van Nes
- Ammanstraat
- Beurstraverse, naar de Rotterdamse Beurs
- Binnenwegplein, naar de Binnenweg
- Boomgaardhof, Boomgaardsstraat, naar de vroegere boomgaarden ter plaatse
- Coolsingel, naar het ambacht Cool
- Crispijnstraat, naar een oude herberg ter plaatse
- Eendrachtsplein, Eendrachtsstraat, Eendrachtsweg, herkomst onbekend; reeds in de 17e eeuw gebruikt
- Hartmansstraat, naar de 17e-eeuwse eigenaar ter plaatse
- Hennekijnstraat, naar de 17e-eeuwse eigenaar van een lijnbaan ter plaatse
- Jacobusstraat, naar de 18e-eeuwse eigenaar ter plaatse
- Jan Evertsen plaats
- Joost Banckertsplaats, naar admiraal Joost Banckerts van de WIC, 1599-1647
- Karel Doormanhof en Karel Doormanstraat
- Keerweer, naar de 18e-eeuwse Keerweerlaan
- Korte Lijnbaan, naar de Lijnbaan
- Kortenaerstraat
- Kromme Elleboog, naar de 17e-eeuwse Kromme Elleboogslaan
- Kruiskade, naam reeds in de middeleeuwen gebruikt
- Kruiskadehof, Kruisplein en Kruisstraat verwijst naar Kruiskade
- Lijnbaan en Lijnbaanhof, naar een touwslagerij
- Mauritsplaats, Mauritsstraat en Mauritsweg, naar Maurits van Oranje
- Oude Binnenweg, naam reeds in de middeleeuwen gebruikt
- Plaza, binnen het gelijknamige winkelcentrum
- Schiedamse Vest, Schiedamse Vesthof en Schiedamsesingel, naar Schiedam
- Schouwburgplein, naar de Rotterdamse Schouwburg
- Sint-Luciastraat, naar de oude Sint-Luciaschool, op haar beurt verwijzend naar Lucia van Syracuse
- Stadhuisplein
- Van Bijlandtplaats, naar luitenant-admiraal Lodewijk graaf van Bijlandt (1718-1793)
- Van Brakelstraat, naar schout-bij-nacht Johan van Brakel (1638-1690)
- Van Ghentstraat
- Van Oldenbarnevelthof, Van Oldenbarneveltplaats, Van Oldenbarneveltstraat
- Vredesteinlaan, naar een 18e-eeuwse buitenplaats ter plaatse
- Weena en Weena-Zuid
- Westblaak 1e Westblaakhof en 2e Westblaakhof, naar de Blaak
- William Boothlaan
- Witte de Withhof en Witte de Withstraat
- Zoutmanstraat
- Zwarte Paardenstraat, naam reeds in de 17e eeuw gebruikt

### Postcode 3013
- Conradstraat, naar Frederik Willem Conrad
- Delftse Poort, naar de oude stadspoort
- Delftsehof, Delftseplein, Delftsestraat, naar Delft
- Proveniersplein, naar het Proveniershuis
- Schaatsbaan, verwijst naar het schaatsen in de ijshal
- Schiekade en Schiestraat, naar de Rotterdamse Schie
- Stationsplein en Stationssingel, naar het Centraal Station
- Weena en Weenapad, naar het Hof van Wena

### Oude Westen(3014)
- Adrianaplein, Adrianastraat, naar de echtgenote van de bouwer van de huizen in deze straat
- Akeleistraat
- Anna Paulownastraat
- Bajonetstraat en Korte Bajonetstraat
- Batavierenstraat, handboogschutterij 'De Batavieren (te paard)'
- Bloemkwekersstraat, naar de bloemkwekerijen die hier voorheen gevestigd waren
- Bloemstraat
- Coolsedwarsstraat, Coolsestraat, naar het ambacht Cool
- Diergaardesingel
- Doorbraak, doorbraak tussen de Van Speykstraat en de Josephstraat
- Drievriendendwarsstraat, Drievriendenstraat, naar de vrienden van de toenmalige bouwinspecteur ter plaatse
- Gaffeldwarsstraat, Gaffelstraat, naar het gaffelvormige stratenpatroon
- Gerrit Sterkmanplein, naar een actieve wijkbewoner
- Gouvernedwarsstraat, Gouvernestraat, naar een Rotterdamse bouwondernemer
- Henegouwerlaan
- Hermesplantsoen, naar de Sociëteit Hermes
- Josephlaan, Josephstraat, naar de Joseph-kerk
- Kogelvangerstraat
- Kruisplein, naar de Kruiskade
- Mathenesserlaan, naar Mathenesse
- 1e Middellandstraat, het land midden tussen de ambachten Beukelsdijk en Schoonderloo
- Nieuwe Binnenweg
- Palmdwarsstraat
- Rijnhoutplein
- Schietbaanstraat
- 's-Gravendijkwal
- Singelstraat
- Sint-Mariastraat
- Tiendplein
- Tiendstraat
- Toni Koopmanplein
- Van Speykstraat
- Weena
- Westersingel
- West-Kruiskade
- Zijdewindestraat, naar een voormalige hofstede ter plaatse

### Dijkzigt(3015)
- Academieplein
- Breitnerstraat
- Burgemeester s'Jacobplein
- Coolhaven, naar het ambacht Cool
- Dr. Molewaterplein, naar J.B. Molewater, directeur van het Coolsingelziekenhuis
- Eendrachtsplein, herkomst onbekend; naam Eendracht reeds in de 17e eeuw gebruikt
- G.J. de Jonghweg
- Hobokenstraat
- Jongkindstraat
- Mathenesserlaan, naar het ambacht Mathenesse
- Melkkoppad, naar een oude boerderij ter plaatse
- Museumpark en Museumstraat
- Nieuwe Binnenweg, naam Binnenweg reeds in de 15e eeuw gebruikt
- Ochterveltstraat
- Rochussenstraat
- Saftlevenstraat
- 's-Gravendijkwal
- Tuindersstraat, naar een vroegere tuinderij ter plaatse
- Westersingel
- Westzeedijk
- Wytemaweg
- Zimmermanweg

### Scheepvaartkwartier(3016)
- Baden Powelllaan
- Calandstraat
- Gedempte Zalmhaven
- Heuvellaan, naar het landgoed De Heuvel ter plaatse
- Houtlaan, voor houtkoperijen ter plaatse
- Javastraat
- Kievitslaan, naar de vroegere eigenaren
- Koningin Emmaplein
- Maasstraat
- Parkhaven, Parkkade, Parklaan en Parkstraat
- Rivierstraat
- Scheepstimmermanslaan, naar de scheepswerven ter plaatse
- Van Vollenhovenstraat
- Veer dam, Veerhaven, Veerkade
- Westerkade, Westerlaan, Westerstraat, Westplein, Westzeedijk
- Willemskade, Willemsplein
- Zalmstraat
- Zeemansstraat

## West

### Middelland

#### Postcode 3021
- 1e Middellandstraat
- 2e Middellandstraat
- Aleidisstraat
- Beatrijsstraat
- Bellevoysstraat, naar Jacob Bellevoys (1621-1676), Rotterdams zeeschilder
- Beukelsdijk
- Claes de Vrieselaan, naar Claes de Vriese, die van graaf Floris V Schoonderloo mocht bedijken
- De Vliegerstraat
- Duivenvoordestraat
- Essenburgsingel, naar de oude boerderij Essenburg
- Frank van Borselenstraat
- G.W. Burgerplein, gemeenteraadslid tussen 1903-1916
- Graaf Florisstraat
- Heemraadssingel
- Hendrick Sorchstraat
- Henegouwerlaan
- Henegouwerplein
- Hennewierstraat, Hennewiers is een verbastering van Henegouwers
- Hondiusstraat, naar de Rotterdamse schilder Hondius (1625-1695)
- Jan Porcellisstraat
- Jan Sonjéstraat
- Jan van Avennesstraat
- Jan van Vuchtstraat (1603-1637), Rotterdams schilder
- Johannes de Vouplein, Rotterdams schilder en cartograaf
- Joost van Geelstraat (1631-1698), Rotterdams koopman, dichter en schilder
- Lieve Verschuierstraat, Rotterdams zeeschilder
- Mathenesserlaan, naar Mathenesse
- Middellandplein
- Nieuwe Binnenweg
- Oostervantstraat, naar Willem van Oostervant, beter bekend als Willem III van Holland
- Persijnstraat, naar Nicolaas Persijn, edelman ten tijde van graaf Floris V
- Robert Fruinstraat
- Rochussenstraat
- Schermlaan, naar de schermen van de schietbaan
- Schietbaanlaan, naar de vroegere schietbaan van de Koninklijke Scherpschutters
- 's-Gravendijkwal
- Snellinckstraat, naar de Rotterdamse schilders Cornelis en Jan Snellinck
- Suze Groeneweglaan
- Van der Poelstraat, naar de schilder Egbert Lievensz. van der Poel (1621-1664)
- Velsenluststraat, naar een oude boerderij ter plekke
- Volmarijnstraat, naar een Rotterdamse familie van kunstschilders
- Witte van Haemstedestraat
- Zwaerdecroonstraat, naar Hendrik Zwaerdecroon (1594-1656) en Bernard Zwaerdecroon (1617-1654)

#### Postcode 3022
- 1e Virulystraat, naar Cornelis Viruly (1819-1892), gemeenteraadslid
- 2e Virulystraat
- Adrien Mildersstraat (1819-1900), gemeenteraadslid en wethouder
- Aelbrechtskade, naar Albrecht van Beieren
- Aelbrechtsplein
- Allard Piersonstraat
- Beukelsdijk
- Beukelsweg
- Buitenhofstraat, genoemd naar een boerenhofstede
- Burgemeester Meineszplein
- Burgemeester Meineszstraat
- Burgemeester Meineszlaan
- Craandijkstraat
- De Jagerstraat, naar Arie de Jager (1806-1877), onderwijzer
- Doedesstraat
- Essenburgsingel, naar de oude boerderij Essenburg
- Essenburgstraat
- Gerrit van der Lindestraat
- Grasstraat, naar het vroegere landelijke karakter van de omgeving
- Havenzichtstraat, naar de oude boerderij Havenzicht
- Heemraadssingel
- Hofstedestraat
- Hugo Molenaarstraat (1829-1895), gemeenteraadslid en wethouder
- Jagthuisstraat, naar de oude boerderij Jagthuis
- Mathenesserplein, naar Mathenesse
- Mevlanaplein
- Middenhoefstraat, naar een oude (naamloze) boerderij
- Pluimhoefstraat, naar het pluimvee op de oude boerderij Rusthoef ter plaatse
- Rauwenhoffplein, naar Nicolaas Rauwenhoff (1826-1909), hoogleraar plantkunde in Utrecht
- Rauwenhoffstraat
- RFC-weg
- Tidemanplein en Tidemanstraat, naar Joannes Tideman (1807-1891), remonstrants predikant en hoogleraar
- Van Cittersstraat
- Van der Palmstraat
- Van Oosterzeestraat
- Van Weelstraat, naar David van Weel (1838-1911), gemeenteraadslid en wethouder
- Veeluststraat, naar de oude boerderij Veelust
- Veelzigtstraat, naar de oude boerderij Veelzigt
- Vierambachtsstraat, naar de ambachten Beukelsdijk, Schoonderloo en Mathenesse (en Middelland dat geen ambacht was)
- Virulyplein, naar Cornelis Viruly (1819-1892), gemeenteraadslid
- Weizichtstraat, naar het vroegere uitzicht
- Werkhoefstraat, naar de oude boerderij Werkhoef

### Nieuwe Westen(3023)
- Aelbrechtskade, naar Albrecht van Beieren
- C.P. Tielestraat
- Coolhaven
- Davidsstraat, naar Leonard Davids (1771-1820), Rotterdams geneesheer
- Duyststraat, de familie die de ambachtsheerlijkheid van Schoonderloo beleende
- Gerrit Jan Mulderstraat
- Geuzenlaan
- Geuzenstraat
- Groshansstraat
- Heemraadsplein
- Heemraadssingel
- Heemraadstraat
- Hooidrift
- Jaap Valkhoffplein, naar Jaap Valkhoff
- Korenaardwarsstraat
- Korenaarstraat
- Mathenesserlaan en Mathenesserplein, naar Mathenesse
- Messchertstraat
- Nieuwe Binnenweg
- Nozemanstraat
- Opzoomerstraat, naar C.W. Opzoomer
- Osseweistraat
- Passerelstraat
- Pupillenstraat
- Rochussenstraat
- Ruilstraat
- Ruwaarddwarsstraat
- Ruwaardstraat
- Samuel Mullerplein, naar Samuel Muller, 1852-1915, lid van de gemeenteraad 1886-1915, wethouder 1903-1911.
- Samuel Mullerstraat
- Schonebergerweg
- Van der Hilstdwarsstraat
- Van der Hilststraat
- Van Heusdestraat
- Vierambachtsstraat

### Coolhaveneiland(3024)
- Achterhaven
- Achterwater, oude naam
- Aelbrechts kolk
- Coloniastraat, naar een Rotterdamse schildersfamilie
- Compagniestraat
- Coolhaven, Coolhavenstraat, Coolhaven-terras
- Dirck Hoffstraat, naar een Rotterdams schilder
- Dunantstraat
- Gekroonde Haringpad, naar een haringschip
- Havenstraat
- Heiman Dullaertplein, naar een Rotterdams schilder
- 1e en 2e IJzerstraat
- Kapelstraat, naar de Sint Jobskapel van Schoonderloo
- Kapiteinsbuurt, oude benaming voor de panden op het VOC-terrein
- Kees van Dongenhof
- Kerkepad, naar de kerk van Schoonderloo
- Korte en Lange Dijkstraat, verwijzend naar de Rotterdamsche Dijk (de oude naam van de Havenstraat)
- Kratonkade, naar de naam van een loods van de Rotterdamsche Lloyd
- Lloydstraat, naar de rederij Koninklijke Rotterdamsche Lloyd
- Loods Celebes, naar de naam van een loods van de Rotterdamsche Lloyd
- Looiershof, verwijzend naar de oude huidenhandel ter plaatse
- Molen de Beerkade, naar een oude houtzaagmolen ter plaatse
- Moutersteeg
- Mullerkade, naar Wm.H. Müller & Co's Stuwadoors Mij. N.V.
- Oostkousdijk, de oostelijke dam in de Kous (een arm van de Nieuwe Maas)
- Oranje-Nassaustraat
- Piet Heynsplein en Piet Heynstraat
- Pieter de Hoochstraat en Pieter de Hoochweg
- Puntegaalstraat, naar een boerderij ter plaatse. De straat is beter bekend als Plukmekaalstraat naar het daar vroeger gevestigde belastingkantoor
- Schiehaven, Schiehavenkade en Schiehavenweg
- Schiemond
- Schoonderloostraat en Korte Schoonderloostraat
- Sint-Jobshavenkade, Sint-Jobskade, Sint-Jobstraat, Sint-Jobsweg
- Tussenwater, tussen de Voor- en Achterhaven
- Voorhaven
- Voorstraat, naar de Voorhaven
- Waaldijk, naar de Buizenwaal
- Westzeedijk
- Willem Buytewechstraat

### Bospolder(3025)
- 1e Schansstraat
- 2e Schansstraat
- 3e Schansstraat
- Aelbrechtskolk
- Albregt-Engelmanstraat, naar de toneelspeelster Wilhelmina Johanna Reiniera Albregt-Engelman (1834-1902)
- Allegonda M. Gremmerstraat, naar Allegonda M. Gremmer, een in 1997 vermoorde politieagent[1]
- Bingleystraat
- Blokmakersdwarsstraat
- Blokmakersstraat, naar beroep zeevaart
- Bootsmansstraat, naar beroep zeevaart
- Bospolderplein
- Bospolderstraat
- Catharina Beersmansstraat, naar Catharina Beersmans, actrice
- Corverstraat
- Haspelsstraat
- Hudsonplein en Hudsonstraat, naar Henry Hudson (1565 - ca. 1611), ontdekkingsreiziger
- Kuipersstraat, naar beroep zeevaart
- Marconiplein, naar Guglielmo Marconi (1874-1937), uitvinder
- Middenkous
- Puntstraat
- Rosenveldtstraat, naar Frederikus Adrianus Rosenveldt (1769-1847), acteur
- Rosier Faassenstraat
- Schans
- Schiedam seweg
- Schippersstraat
- Snoekstraat
- Spanjaardstraat
- Stuurmansstraat, naar beroep zeevaart
- Voorhaven
- Watergeusstraat
- Wattierstraat
- Westzeedijk
- Wijdesteeg
- Willem van Zuylenstraat
- Zeilmakersstraat, naar beroep zeevaart

### Tussendijken(3026)
- Bruijnstraat
- Bussinghstraat
- Gijsinglaan
- Gijsingstraat
- Grote Visserijstraat
- Haringpakkersstraat
- Jan Kobellstraat
- Jan Kruijffstraat
- Kleijnstraat
- Kleine Visserijstraat
- Korfmakersstraat
- Korte Bruijnstraat
- Mathenesserdijk en Mathenesserweg, naar Mathenesse
- Noordschans
- Rosener Manzstraat
- Schansplein
- Schiedamseweg
- Spangesekade
- Taandersstraat
- Van Duylhof
- Van Duylstraat
- Zoutziedersstraat

### Spangen(3027)
- Aagje Dekenstraat
- Alberdingk Thijmstraat
- Balkenstraat
- Bellamystraat
- Betje Wolffstraat
- Bilderdijkstraat
- Borgerstraat
- Brederodestraat
- Busken Huetstraat
- Coornhertstraat
- Da Costastraat
- De Genestetplein
- Dirk Danestraat, een Delfshavens haringreder
- Huygensstraat
- Jan Luykenstraat
- Justus van Effenstraat
- Marconiplein
- Mathenesserdijk, Mathenesserhof, Mathenesserstraat, Mathenesserweg
- Multatulistraat
- Nicolaas Beetsstraat
- P.C. Hooftplein
- Piet Paaltjensplein
- Pieter Langendijkstraat
- Potgieterstraat
- Rhijnvis Feithstraat
- Roemer Visscherstraat
- Schaepmanstraat
- Spaansebocht, Spangesekade, naar Spangen
- Spartapark-Noord, -Oost, -West, Spartastraat
- Spiegelstraat
- Staringplein, 1e en 2e Staringstraat
- Taandersplein, Taandersstraat, naar het tanen van visnetten
- Toussaintstraat
- Van Harenstraat, naar Willem van Haren en Onno Zwier van Haren
- Van Lennepstraat
- Van Meursstraat, naar de dichter Bernardus van Meurs
- Vosmaerstraat
- Wallisweg, naar de schrijfster A.S.C. Wallis
- Willem Beukelszstraat
- Zoutziederstraat, naar het produceren van zout door indampen

### Oud-Mathenesse(3028)
De straten in deze wijk zijn vernoemd naar landen en naar scheepstypes
- Aakstraat
- Baardsestraat, een scheepstype
- Barkasstraat
- Belgischestraat
- Boeierstraat
- Bomstraat, een scheepstype
- Botterstraat
- Brigantijnstraat
- Brikstraat
- Buislaan
- Bulgaarsestraat
- Damloperplein
- Deensestraat
- Doggerstraat, Vaartuig dat voor de kabeljauwvisserij werd gebruikt
- Dremmelaarstraat, een scheepstype
- Emerstraat, een scheepstype
- Engelsestraat
- Finsestraat
- Fluitstraat
- Franselaan
- Fregatpad
- Galjoenpad
- Galjootstraat
- Gondelpad
- Grieksestraat
- Hekbootstraat, een scheepstype
- Hoekersingel
- Hogenbanweg, naar de heerlijkheid Hogenban
- Hoogaarspad
- Horvathweg, naar de stedenbouwkundige József Michály Horvath
- Hulkstraat
- Italiaansestraat
- Kanostraat
- Karveelpad
- Klipperpad
- Koggestraat
- Kotterstraat
- Kraaierstraat
- Laanslootseweg, benaming stamt uit de 13e eeuw
- Letlandsestraat
- Pasteursingel, naar Louis Pasteur
- Pinasplein
- Pinkstraat
- Poolsestraat
- Portugesestraat
- Professor Poelslaan, Professor Jan Poels, stichter van de Rijksseruminrichting
- Roemeensestraat
- Russischestraat
- Schiedamseweg Beneden, naar Schiedam
- Schoener plaats
- Schokkerstraat
- Sloeppad
- Snauwstraat, een scheepstype
- Spaanseweg, verbastering van Spangen
- Suiestraat, een scheepstype
- Tjalklaan
- Vreelustweg, naar de gelijknamige boerderij op die plaats
- Witte Dorphof, naar het Witte Dorp
- Zeeschouwstraat, een scheepstype
- Zweedsestraat (tot juni 1945: Duitsestraat)

### Schiemond,Nieuw-Mathenesse(3029)
Veel straten in Schiemond zijn vernoemd naar schepen van de Rotterdamse Lloyd
- Baloeranstraat, naar het s.s. Baloeran
- Bartel Wiltonkade
- Benjamin Franklinstraat
- Dempostraat, naar het MS Dempo
- Galileistraat
- Galvanistraat
- Gustoweg, naar Werf Gusto
- IJselstraat
- Indrapoerastraat, naar het s.s. Indrapoera
- Japarastraat, naar het s.s. Japara
- Kedoestraat, naar het s.s. Kedoe
- Keilestraat, Keileweg en Keilezijweg, naar de voormalige Keilepolder
- Lekstraat
- Marconistraat
- Mayflowerstraat
- Nieuw-Mathenesserstraat
- Pelgrimsstraat
- Radiostraat
- Schiemond
- Sibajakstraat, naar het s.s. Sibajak
- Slamatstraat, naar het s.s. Slamat
- Speedwellstraat, naar het schip waarmee de Pilgrim Fathers Delfshaven verlieten
- Van Berckenrodestraat, naar de landmeter Balthasar Florisz. van Berckenrode
- Van Deventerstraat, naar de 14e-eeuwse cartograaf
- Van Helmontstraat, naar de man die het woord gas introduceerde
- Vierhavensstraat, naar de vier havens (Keilehaven, Lekhaven, IJselhaven, Koushaven
- Westkousdijk, de westelijke afdamming van de Kous, een rivierarm van de Nieuwe Maas

## Noord

### Oud Noord

#### Rubroek(3031)
- Admiraal de Ruyterweg
- Ammanplein
- Anna Blamanhof
- Bernardus Gewinstraat
- Boezemkade
- Boezemsingel
- Boezemweg
- Brussestraat
- Carel van Nieveltstraat
- Charles Cocherethof
- Crooswijksekade
- Crooswijkseweg
- Dirk Smitsstraat
- Frans Coenenstraat
- Generaal van der Heijdenstraat
- Gerdesiaweg
- Goudse Rijweg
- Goudseplein
- Goudsesingel
- Goudseweg
- Haverlandstraat
- Herman Heijermanshof
- Herman Robbersstraat
- Hoveniersstraat
- Hugo de Grootstraat
- Jan Prinshof
- Jan van Loonshof
- Jan van Loonslaan
- Johan de Meesterstraat
- Jonker Franshof
- Jonker Fransstraat
- Koepelstraat
- Kortebrantstraat
- Laanzichtstraat
- Leo Ottplaats
- Leopoldstraat
- Linker Rottekade
- Linker Rottekadehof
- Lombardhof
- Lombardkade
- Maria van Reigersberchstraat
- Marktveldstraat
- Meermanstraat
- Oostplein
- Oudaenstraat
- Palissanderstraat
- Queridohof
- Queridostraat
- Spiegelnisserkade
- Van Alkemadehof
- Van Alkemadestraat
- Van Galenstraat
- Veemarktstraat
- Vondelhof
- Vondelweg
- Warande
- Willem Schurmannstraat
- Willem Smalthof

#### Agniesebuurt(3032)
- Agniesestraat
- Almondestraat
- Ammersooiseplein
- Banierhof
- Banierstraat
- Benthemstraat
- Bergweg
- Boekhorststraat
- Couwenburg
- Goudsesingel
- Graaf Balderikstraat
- Gravin Adelastraat
- Heemsteestraat
- Heer Bokelweg
- Herlaerstraat
- Hofdijk
- Hofplein
- Katshoek
- Meester Marrestraat
- Noordplein
- Noordsingel
- Paap Dirckstraat
- Pompenburg
- Raampoortstraat
- Rechter Rottekade
- Ridderstraat
- Roo Valkstraat
- Rosaliastraat
- Rottestraat
- Scheveningsestraat
- Schiekade
- Schoterboshof
- Schoterbosstraat
- Schout Heijnricstraat
- Simonstraat
- Stroveer
- Teilingerstraat
- Vijverhofdwarsstraat
- Vijverhofstraat
- Vriendenlaan
- Vrouw-Jannestraat
- Wateringhestraat
- Zomerhofstraat

#### Provenierswijk(3033)
- Baljuwplein
- Harddraverstraat
- Hoevestraat
- Jacob Loisstraat
- Klein Coolstraat
- Molenwaterweg
- Nicolaas Zasstraat
- Obreenstraat
- Pieter de Raadtstraat
- Proveniersplein
- Provenierssingel
- Proveniersstraat
- Schefferstraat
- Schiekade
- Spoorsingel
- Statenpad
- Statenweg
- Stationssingel
- Ungerplein
- Van der Schellingstraat
- Van der Sluysstraat
- Van Waerschutstraat
- Versijdenstraat
- Walenburgerweg
- Walenburghof
- Zuster Hennekeplein

#### Crooswijk(3034)
- 1e Crooswijksedwstr
- 1e Reserveboezemstraat
- 1e van Zoelenstraat
- 1e Wandeloorddwarsstraat
- 2e Crooswijksedwstr
- 2e van Zoelenstraat
- 2e Wandeloorddwarsstraat
- Alberta Wellingpad - vernoemd naar Alberta Welling (geboren Rizaar) (1858-1934)
- Alex de Haasstraat
- Boermarke
- Boerschaplaan
- Boezembocht
- Boezemdwarsstraat
- Boezemlaan
- Boezemsingel
- Boezemstraat
- Brugwachter
- Buziaustraat
- Couwaelstraat
- Crooswijksebocht
- Crooswijksesingel
- Crooswijksestraat
- Crooswijkseweg
- Dirk Wittestraat
- Djeroekstraat
- Edouard Jacobsstraat
- Exercitiestraat
- Frederikdwarsstraat
- Frederiksplein
- Frederikstraat
- Haltewachter
- Hendrik de Keyserstraat
- Hendrikstraat
- Isaac Hubertstraat
- Kerkhoflaan
- Kerkhofstraat
- Keurmeesterstraat
- Klokweg
- Koeweide
- Linker Rottekade
- Marnixdwarsstraat
- Marnixstraat
- Martinplein
- Nieuwe Boezemstraat
- Nieuwe Crooswijkseweg
- Ooienpad
- Ossenstraat
- Overwegwachter
- Paradijslaan
- Pijperstraat
- Pisuissestraat
- Pleretstraat
- Pootstraat
- Rakstraat
- Rolf Hartkoornweg - vernoemd naar Rolf Hartkoorn (1960-1998), oud-voorzitter van Stoom Stichting Nederland
- Rotterdamsestraat
- Rubroekstraat
- Rusthoflaan
- Rusthofstraat
- Schapendreef
- Schuttersstraat
- Schuttersweg
- Seinhuiswachter
- Slachthuiskade
- Spiegelnisserplein
- Spiegelnisserstraat
- Tamboerstraat
- Vaandrigstraat
- Van Meekerenstraat
- Van Reynstraat
- Veilingweg
- Vleeshouwerstraat
- Wandeloordstraat
- Wisselwachter

#### Oude Noorden

##### Postcode 3035
- 1e Pijnackerstraat
- 2e Pijnackerstraat
- 3e Pijnackerstraat
- Aelwijn-Floriszstraat
- Benthuizerstraat
- Bergstraat
- Bergweg
- Bleiswijkstraat
- Branco van Dantzigstraat
- Burgemeester Roosstraat, naar de burgemeester die tijden de Bestorming van Rotterdam (1572) is vermoord.
- Damruststraat
- Erasmusstraat
- Gerard Scholtenstraat
- Jacob Catsstraat
- Jensiusstraat
- Kromme Wiekstraat
- Noordmolendwarsstraat
- Noordmolenstraat
- Noordplein
- Noordsingel
- Ooievaarstraat
- Pijnackerdwarsstraat
- Pijnackerplein
- Rembrandtstraat
- Schommelstraat
- Snellemanstraat
- Tollensstraat
- Touwbaan
- Vletstraat
- Wiekstraat
- Witte Zwaanhof
- Woelwijkstraat
- Zaagmolendrift
- Zaagmolenkade
- Zaagmolenstraat
- Zaagstraat
- Zegwaardstraat
- Zwaanshals
- Zwart Janstraat, naar de smid Swart Jan die tijden de Bestorming van Rotterdam (1572) als een van de eerste werd vermoord.

##### Postcode 3036
- 1e Pijnackerstraat
- Benthuizerstraat
- Bergweg
- Bingenstraat
- Bloklandstraat
- Blommersdijkselaan
- Fabriekstraat
- Gordelpad
- Gordelweg
- Hammerstraat
- Hartenruststraat
- Heer Kerstantstraat, naar heer Kerstant van den Berghe
- Heer Vrankestraat, naar heer Vranke Stoop, eigenaar van Kasteel Hillegersberg
- Hildegardisstraat
- Hoeksestraat
- Hooglandstraat
- Hoyledestraat
- Johan Idastraat
- Kabeljauwsestraat
- Loofdakstraat
- Louwerslootstraat
- Meester Willemstraat
- Meidoornstraat
- Moerkapellestraat
- Nieuwe Hamelstraat
- Raephorststraat
- Rietvinkstraat
- Ruivendwarsstraat
- Ruivenplantsoen
- Ruivenstraat
- Schoonoordstraat
- Soetendaalsekade
- Soetendaalseplein
- Soetendaalsestraat
- Soetendaalseweg
- Stolkstraat
- Tochtstraat
- Verbraakstraat
- Vijlkapperstraat
- Vinkenlust
- Vinkenstraat
- Vlethoek
- Vletstraat
- Wilgenstraat
- Wolstraat
- Zaagmolendrift
- Zaagmolenstraat
- Zoomstraat
- Zwaanshals
- Zwaanshalskade

#### Liskwartier(3037)
- Ackersdijkstraat, een polder in Delfland
- Bergselaan, Bergsingel, Bergweg, Bergwegplantsoen, naar Hillegersberg
- Berkelselaan, naar Berkel
- Bieslandstraat, een polder in Delfland
- De Tempelstraat, een landgoed bij Overschie
- Delfgaauwstraat
- Doctor Hekmanstraat, geneesheer-directeur van het Bergwegziekenhuis
- Eudokiaplein
- Gordelweg, de noordelijke gordel (rand) van de stad
- Insulindestraat, naar de vroegere buitenplaats
- Koningsveldestraat, naar een abdij (1255-1572) bij Delft
- Lisplein, Lisstraat
- Noorderkanaalweg
- Nootdorpstraat
- Rodenrijselaan
- Rodenrijsestraat
- Schiebroekselaan
- Schiebroeksestraat
- Schieveenstraat, naar de polder
- Sint-Agathastraat, naar het vroegere Sint-Agathagesticht
- Van den Hoonaardstraat
- Veurstraat
- Voorburgstraat
- Vrijenbansestraat, naar de polder
- Willebrordusplein, Willebrordusstraat, naar Willibrord
- Zestienhovenstraat, naar de polder
- Zuster Meijboomhof, adjunct-directrice van het Bergwegziekenhuis

#### Bergpolder(3038)
- Abraham Kuyperlaan
- Anna van Westrienenstraat
- Bergpolderstraat
- Bergselaan, naar het voormalige dorp Hillegersberg, vroeger ook wel Den Berg genoemd
- Bergweg
- Berkelselaan, naar Berkel
- Borgesiusstraat
- De Kempenaerstraat
- De Savornin Lohmanlaan
- Donker Curtiusstraat
- Dr. de Visserstraat
- Fransen van de Puttestraat
- Geertsemastraat
- Gordelpad, de noordelijke gordel (of rand) van de stad
- Gordelweg
- Groen van Prinstererstraat
- Heemskerkstraat
- Heulstraat, naar de Hoge Heul of Waelheul, een heulbrug (= gewelfde brug) over de Rotterdamse Schie
- Insulindeplein, naar de vroegere buitenplaats van de reder Fop Smit
- Insulindestraat
- Kerdijkstraat
- Keucheniusstraat
- Luzacstraat
- Mackaystraat
- Noorderhavenkade
- Noorderkanaalweg,
- Schieweg
- Stadhoudersplein
- Stadhoudersweg
- Tak van Poortvlietstraat
- Talmastraat
- Treubstraat
- Troelstrastraat
- Van Maanenstraat
- Vlaggemanstraat, naar de in 1929 gesloopte houtzaagmolen De Vlaggeman aan de oostzijde van de Rotterdamse Schie

#### Blijdorp(3039)
- A.B.N. Davidsplein, vernoemd naar de R'damse opperrabbijn Aaron Barend N. Davids (1895-1945)
- Baljuwstraat, naar de baljuw, het hoofd van een baljuwschap
- Bentincklaan, naar Willem Bentinck van Rhoon (1704-1774)
- Bentinckplein, naar Willem Bentinck van Rhoon (1704-1774)
- Besemerstraat, naar Adriaen Besemer (ca. 1584-1657)
- Bickerstraat, naar Andries Bicker (1586-1652)
- Bijlwerffstraat, naar regent Jan Melisz. Bijlwerff (+1588),
- Bisschopstraat, regent Pieter Reyersz. Henrick Bisschop (1598-1651)
- Boisothof, naar admiraal Louis Boisot (ca. 1530-1576)
- Boisotstraat, naar admiraal Louis Boisot (ca. 1530-1576)
- Boreelstraat, naar burgemeester van A'dam Jacob Boreel (1630-1697)
- Cleyburchstraat, naar burgemeester van R'dam Christiaen Willemsz. Cleyburch, (+1604)
- Cornelis Muschstraat, naar secretaris van R'dam Cornelis Musch (1592-1650)
- De Graeffstraat, naar burgemeester van A'dam Cornelis de Graeff (1599-1664)
- Doezastraat, naar de staatsman Jan van der Does (1545-1609)
- Dresselhuysstraat, naar staatsman Hendrik Coenraad Dresselhuys (1870-1926)
- Gordelpad, was oorspronkelijk de noordelijke gordel of rand van de stad
- Gordelweg, was oorspronkelijk de noordelijke gordel of rand van de stad
- Groeninxstraat, naar het regentengeslacht Groeninx
- Hogerbeetsstraat, naar de Leidse staatsman Rombout Hogerbeets (1561-1625)
- Jan van Troyenstraat, naar de Watergeus Jan van Troyen (1535-1570)
- Kappeynestraat, naar staatsman Joannes Kappeijne van de Coppello (1822-1895)
- Kolkmanstraat, naar politicus Maximilien Joseph Caspar Marie Kolkman (1853-1924)
- Loeffstraat, naar minister van Justitie Johannes Aloysius Loeff (1858-1921)
- Lumeystraat, naar admiraal van de Geuzen Willem van der Marck, heer van Lumey (1542-1578)
- Navanderstraat, naar  burgemeester van R'dam Jacob Navander (1606-1661)
- Nicolaas Ruyschstraat, naar pensionaris van Dordrecht Nicolaas Ruysch(1607-1670)
- Nieuwpoortstraat, naar staatsman Willem Nieuwpoort (1607-1678)
- Nobelstraat, naar VOC bewindvoerder  Hendrik Nobel (1568-1649)
- Nolensstraat, naar staatsman Willem Hubert Nolens (1860-1931)
- Noorderbocht, naar de bocht in het Noorderkanaal
- Noorderhavenkade, naar de vroegere Noorderhaven in 1932 gegraven
- Noorderkade, noordelijk deel van Noorderkanaal
- Paadje van Duizend Tree, rond 1750 in de volksmond bekende vroegere Scherpendrechtsekade
- Paetsstraat, naar regent Adriaen Paets
- Schepenstraat, naar de schout en schepenen, het bestuur van de stad
- Schieweg, gedempt deel van de Schie rond 1340 gegraven
- Schimmelpenninckstraat, naar raadpensionaris Rutger Jan Schimmelpenninck (1761-1825)
- Sonmansstraat, naar burgemeester van Rotterdam Pieter Sonmans (1588-1660)
- Sonoystraat, naar  aanvoerder van de Watergeuzen Diederik Sonoy (1529-1597)
- Sourystraat, naar burgemeester van Rotterdam Andries Soury (ca. 1585-1664)
- Stadhoudersplein
- Stadhoudersweg
- Statensingel, naar de Staten van Holland
- Statenweg, naar de Staten van Holland
- Van Aerssenlaan, naar staatsman François van Aerssen (1572-1641)
- Van Beuningenstraat, naar Daniël George van Beuningen
- Van der Dussenstraat, naar Gerard van der Dussen (1691-1730)
- van der Horststraat, naar regent Ewoud Pietersz van der Horst
- Van der Meydestraat, het regentengeslacht Van der Meyde
- Van Houtenstraat, naar staatsman Samuel van Houten (1837-1930)
- Van Nideckstraat, pensionaris van R'dam Gijsbert Rudolphi van Nideck (1656-1669)
- Van Vlooswijkstraat, naar R'damse regent Gerrit Cornelisz. Vlooswijk (ca. 1538-1586)
- Vliesridderstraat, naar de in 1430 ingestelde Orde van het Gulden Vlies
- Vroesenkade, naar de R'damse regentenfamilie Vroesen
- Vroesenlaan, naar de R'damse regentenfamilie Vroesen
- Walenburgerplein
- Walenburgerweg

### Overschie

#### Kleinpolder(3041)
- Abraham van Stolkweg, naar de houthandel
- Blijdorplaan, naar de Blijdorpse polder
- Daltonlaan, naar de Dalton HBS
- Energieweg, naar de Energiehal
- Houtstraat, verwijst naar de houthandel
- Kanaalweg, naar het Schie-Schiekanaal
- Professor Jonkersweg, hoogleraar strafrecht in Nijmegen
- Roel Langerakweg, naar een Rotterdams wethouder
- Stadhoudersweg

#### Overschie

##### Postcode 3042
- 2e Hogenbanweg
- Aalkeetstraat
- Abtsweg
- Adriaen Brouwerstraat
- Ameidestraat
- Baanweg
- Becramming
- Beeningerstraat
- Blankaartpad
- Blankenburgerpark
- Blijvenburgstraat
- Burgemeester de Josselin de Jonglaan
- Burgemeester Koningssingel
- Burgemeester Wijnaendtslaan
- Burgemeester Baumannlaan
- Buttervlietstraat
- Cannemanstraat
- Cronesteinstraat
- Duyvesteynhof
- Duyvesteynstraat
- Eskampstraat
- Gelkenesstraat
- Griendweistraat
- Hargpad
- Hondsdijkstraat
- Hoogenwaardstraat
- Hoogmadestraat
- Hoornsingel
- Hoornweg
- Jan Steenhof
- Jan Steenstraat
- Kleinpolderpad
- Kleinpolderplein
- Koornwaard
- Koornwaardstraat
- Krammerpad
- Krommelaan
- Lemkensstraat
- Lexmondpad
- Mijlpad
- Mookhoekplein
- Munnikenpad
- Nederwaardpad
- Ottolandpad
- Patijnstraat
- Pieter Postlaan
- Rammelandstraat
- Rotterdamse Rijweg
- Schaddeleestraat
- Schansweg
- Sleutelring
- Strijpesingel
- Taludweg
- Van Adrichemweg
- Van der Sasstraat
- Van Harmelenstraat
- Van Noortwijcksingel
- Van Noortwijckstraat
- Vennipperstraat
- Weerlanerstraat
- Westerloostraat
- West-Sidelinge
- Wijdschildpad
- Woutrinastraat
- Ziedewijstraat
- Zouteveenstraat
- Zouwepad

##### Postcode 3043
- 2e Hogenbanweg
- Abraham van Beyerenstr
- Achterdijk
- Albert Cuijpstraat
- Burgemeester Baumannlaan
- Burgemeester Bosplein
- Burgemeester Bosstraat
- Chalonsstraat
- De Lormestraat
- De Lugt
- Delflandstraat
- Delfshavenseweg
- Delftweg
- Doenkade
- Emmastraat
- Geerkensstraat
- Graswinckelstraat
- Grote Werfstraat
- Julianastraat
- Kleinpolderkade
- Landzichtstraat
- Ludolf de Jonghstraat
- Martinus Dorpiusstraat
- Molensingel
- Neel Gijsenkade
- Neel Gijsenpad
- Neel Gijsenstraat
- Nieuwe Kleiweg
- Oost-Sidelinge
- Oranjeplein
- Oranjestraat
- Oude Kleiweg
- Oudedijkse Schiekade
- Overschiese Dorpsstraat
- Overschiese Kerksingel
- Overschiese Kleiweg
- Parallelstraat
- Piet Cottaarstraat
- Pieter van Aschstraat
- Plassingel
- Prins Mauritssingel
- Professor Bolklaan
- Raadsdeel
- Rhijnsburgstraat
- Rodenburgstraat
- Rotterdamse Rijweg
- Ruijsdaelstraat
- Saenredamplein
- Saenredamstraat
- Sch van Groenewegenstr
- Schielaan
- Schielandstraat
- Sidelingepad
- Sidelingeplein
- Terpstraat
- Theodora Jacobalaan
- Torenlaan
- Van Goijenstraat
- Van Staverenstraat
- Verlaatstraat
- Vliegveldweg
- Vroesenkade
- West-Sidelinge
- Willem de Zwijgerstraat
- Willem Hedaweg
- Wouwerlaan
- Zestienhovensekade
- Zuiderlaan

#### Spaanse Polder(3044)
Een industriegebied waar de straten voornamelijk naar rivieren genoemd zijn
- Alblasstraat
- Almstraat
- Amstelstraat
- Bernissestraat
- Bornissestraat
- Breevaartstraat
- Drechtstraat
- Dulderstraat
- Gaagstraat
- Galateestraat
- Gantelstraat
- Giessenweg
- Graafstroomstraat
- Groothandelsmarkt
- Hontsloostraat
- Industrieweg
- Keenstraat
- Linschotenstraat
- Loetestraat
- Matlingeweg
- Mijestraat
- Overschieseweg
- Pelsertstraat
- Schuttevaerweg
- Sonnemerestraat
- Spaarnestraat
- Strickledeweg
- Swaneblakestraat
- Thurledeweg
- Tjalklaan
- Van Nelleweg
- Vlaardingweg
- Vliststraat
- Weerestraat

#### Zestienhoven,Rotterdam The Hague Airport(3045)
- A Platformzijde
- Achterdijk
- Amerbachstraat
- Arlandabaan, naar Luchthaven Stockholm-Arlanda in Zweden
- Beekweg
- Bovendijk
- Cointrinbaan, naar de Internationale Luchthaven Genève Cointrin in Zwitserland
- Copernicuslaan, naar Nicolaas Copernicus (1473-1543), arts, jurist en sterrenkundige
- Erasmussingel, naar Desiderius Erasmus (1469 ? - 1536), filosoof, theoloog en humanist
- Fairoaksbaan, naar Fairoaks Airport bij Woking (Engeland)
- Fornebubaan, naar het schiereiland Fornebu bij Oslo waar voorheen een vliegveld was gevestigd
- Frobenstraat
- Gatwickbaan, naar Luchthaven Londen Gatwick
- Gilze-Rijenstraat, naar Vliegbasis Gilze-Rijen
- Heathrowbaan, naar Luchthaven Londen Heathrow
- Kleiweg
- Korte Kleiweg
- Landscheiding
- Linatebaan, naar Luchthaven Milaan-Linate in Italië
- Melanchtonweg, naar Philipp Melanchthon (1497-1560), Duits filosoof en theoloog
- Mokweg
- Opaalhof
- Orlybaan, naar Luchthaven Orly bij Parijs
- Oude Kleiweg
- Overschiese Kleiweg
- Petristraat
- Robert Owenstraat
- Rotterdam Airportbaan
- Rotterdam Airportplein
- Scherpendrechtsekade
- Schipholstraat, naar Luchthaven Schiphol
- Terletweg, naar Vliegveld Terlet bij Arnhem
- Teugeweg, naar Teuge International Airport in Gelderland
- Van der Duijn van Maasdamweg, naar Frans Adam van der Duyn van Maasdam (1771-1848), Nederlands politicus
- Vliegveldweg, ligt aan de rand van Rotterdam The Hague Airport
- Volkelstraat, naar Vliegbasis Volkel
- Vroesenkade
- Welschapstraat, naar vliegveld Welschap, het huidige Eindhoven Airport
- Woensdrechtstraat, naar Vliegbasis Woensdrecht
- Ypenburgstraat, naar het voormalige Vliegveld Ypenburg bij Den Haag
- Zaventembaan, naar Luchthaven Zaventem bij Brussel

#### Zestienhoven(3046)
- Delftweg
- Hofweg, reeds in de 17e eeuw onder die naam bekend
- Oude Bovendijk
- Schieveen sedijk
- Tempeldijk en Tempelweg, naar landgoed De Tempel
- West-Abtspolder seweg
- Zwethkade

#### Bedrijventerrein Rotterdam Noord-West(3047)
- Augsburgstraat
- Bombaystraat
- Bristolstraat
- Broekkade (broek = drassig land)
- Cairostraat
- Corkstraat
- Coventrystraat
- Detroitstraat
- Glasgowstraat
- Hongkongstraat
- Innsbruckweg
- Kandelaarweg
- Kethel sekade
- Kiotoweg
- Lyonstraat
- Melbournestraat
- Osakastraat
- Pittsburghstraat
- Sevillaweg
- Sheffieldstraat
- Singaporestraat
- Stuttgartstraat
- Sydneystraat
- Vareseweg

### Hillegersberg-Schiebroek

#### Kleiwegkwartier(3051)
- Adriaan Paauwlaan, naar Adriaan Pauw
- Akkerwindestraat, naar akkerwinde
- Amethiststraat, naar amethist
- Antony Duyklaan, naar Anthonie Duyck
- Arolsenplein, naar de gemeente Arolsen
- Azaleastraat, naar azalea
- Baroniestraat, naar de landvorm baronie
- Begoniastraat, naar Begonia
- Bergpolderplein, naar de Rotterdamse wijk Bergpolder
- Bergse Rechter Rottekade
- Bergweg
- Caspar Fagellaan, naar Gaspar Fagel
- Ceintuurbaan
- Cliviastraat, naar Clivia
- Diamantweg, naar diamant
- Duizendschoonstraat, naar de plant duizendschoon
- Elektroweg
- Elisabethlaan, naar Elisabeth van Nassau
- Emmalaan, naar Emma van Waldeck-Pyrmont
- Erasmussingel, naar Desiderius Erasmus
- Gladiolusstraat, naar Gladiolus
- Graaf Adolf van Nassaustraat, naar Adolf van Nassau
- Graaf Lodewijk van Nassaustraat, naar Lodewijk van Nassau
- Graaf Jan van Nassaustraat, naar Jan VI van Nassau-Dillenburg
- Hagedoornstraat, naar de plant haagdoorn
- Heiligerleelaan, naar de heiligerlee
- Heinsiuslaan, waarschijnlijk naar Anthonie Heinsius
- Hillegondastraat, naar Hillegonda
- Hoofdlaan
- Houthandelhof, naar het bedrijf in houthandel dat in dit hof gevestigd is
- Irisplein, naar de plant de iris
- Isaac van Hoornbeeklaan, naar Isaac van Hoornbeek
- Jan Willem Frisostraat, naar Johan Willem Friso van Nassau-Dietz
- Johan de Wittlaan, naar Johan de Witt
- Juliana van Stolberglaan, naar Juliana van Stolberg
- Kleiweg
- Kootsekade
- Koraalstraat, naar koraal
- Lathyrusplein, naar de lathyrus
- Lenie Sarishof, naar Lenie Saris
- Lisbloemstraat, naar de lis
- Malvastraat, naar de Malva
- Margrietstraat, naar de bloem margriet
- Minstreelstraat, naar de minstreel
- Orchideestraat, naar de orchidee
- Philips Willemstraat, naar Filips Willem van Oranje
- Pr Frederik Hendrikstraat, naar Frederik Hendrik van Oranje
- Prins Bernhardkade, naar Bernhard van Lippe-Biesterfeld
- Prinses Margrietlaan, naar Prinses Margriet
- Robijnstraat, naar de edelsteen robijn
- Rozenlaan, naar rozen
- Saffierstraat, naar de edelsteen saffier
- Schiebroeksesingel, naar de wijk Schiebroek
- Schiebroekseweg, naar de wijk Schiebroek
- Smaragdstraat, naar de edelsteen smaragd
- Stadhouderslaan, naar de functie stadhouder
- Statenlaan
- Statenplein
- Straatweg
- Topaasstraat, naar de topaas
- Uitweg
- Van Slingelandtlaan, naar Van Slingelandt
- Villapark, naar de diverse villa's in dit hof
- Violenstraat, naar de bloem het viooltje
- W v Hillegaersbergstraat, naar Willem van Hildegaersberch
- Wilhelminalaan, naar Wilhelmina der Nederlanden
- Willem de Rijkestraat, naar Willem I van Nassau-Dillenburg
- Zonnebloemstraat, naar de zonnebloem

#### Schiebroek

##### Postcode 3052
- 1e Vijverstraat
- 2e Vijverstraat
- Adriaan Kluitstraat
- Asserweg
- Bovenkruierlaan, naar bovenkruier (molentype)
- Cleveringahof
- De Blecourtstraat
- De Damhouderstraat
- De Pintostraat
- Donkersingel
- Erasmuspad
- Erasmussingel
- Hamakerstraat
- Josephus Jittastraat
- Kemperpad
- Kemperweg
- Krabbestraat
- Loderstraat
- Meidoornsingel
- Melanchtonweg
- Molenstraat
- Molenvijver
- Moltzerhof
- Moltzerstraat
- Paltroklaan
- Peppelweg
- Ringdijk
- Rutgersstraat
- Secretariestraat
- Spinbollaan
- Spinbolplein
- Teldershof
- Teldersweg
- Tjaskerlaan
- Van Bijnkershoekweg
- Van Enckevoirtlaan, vernoemd naar Willem van Enckevoirt, Nederlands kardinaal en bisschop
- Van Poeljeweg
- Voetiushof
- Wessel Gansfortweg
- Wiardapad
- Wilgenlei
- Wilgenplaslaan

##### Postcode 3053
- Abeelweg, van abeel
- Acacialaan, van acacia
- Adrianalaan
- Ahornlaan, van ahorn
- Aronskelkstraat, van aronskelk
- Asserweg
- B de la Faillebocht
- Berberisweg, van berberis
- Bergschenhoekseweg, van Bergschenhoek
- Bremstraat, van brem
- Campanulastraat, van campanula
- Chrysantstraat, van chrysant
- Cipreslaan, van cipres
- Clematisstraat, van clematis
- Cornelis Reeuwijkbocht
- Crocusstraat, van crocus
- Cyclaamstraat, van cyclaam
- Dalkruidstraat, van dalkruid
- De Villeneuvestraat
- Diephuisstraat
- Dirk Swarteveldplein
- Doenkade
- Dotterbloemstraat, van dotterbloem
- Dovenetelstraat, van dovenetel
- Drionpad
- Edelweisslaan, van edelweiss
- Ereprijsstraat, van ereprijs
- Esdoornlaan, van esdoorn
- Eucalyptushof, van eucalyptus
- Fockema Andreaepad
- Fresiastraat, van freesia
- Ganzerikplein, van ganzerik
- Gentiaanstraat, van gentiaan
- Hazelaarweg, van hazelaar
- Hoge Limiet
- Kamillestraat, van kamille
- Kastanjeplein, van kastanje
- Kastanjesingel, van kastanje
- Kerstroosstraat, van kerstroos
- Klaprooshof, van klaproos
- Klaprooslaan, van klaproos
- Lage Limiet
- Larikslaan, van lariks
- Lariksplein, van lariks
- Leeuwenbekstraat, van leeuwenbek
- Ligusterweg, van liguster
- Lijsterbeslaan, van lijsterbes
- Lindesingel, van linde
- Lupinehof, van lupine
- Maskerbloemstraat, van maskerbloem
- Meidoornhoek, van meidoorn
- Meidoornhof, van meidoorn
- Meidoornlaan, van meidoorn
- Meidoornsingel, van meidoorn
- Meijersplein-Noord
- Meijersplein-Zuid
- Moddermanstraat
- Muurbloemstraat, van muurbloem
- Naberstraat
- Nachtschadestraat, van nachtschade
- Nagelkruidstraat, van nagelkruid
- Olijflaan, van olijf
- Oppenheimstraat
- Palmweg, van palm
- Papaverlaan, van papaver
- Peppelweg, van peppel
- Petuniahof, van petunia
- Pieter Rosemondweg
- Plataanweg, van plataan
- Populierenlaan, van populier
- Prunuslaan, van prunus
- Ratelaarweg, van ratelaar
- Ribeslaan, van ribes
- Ringdijk
- Rododendronplein, van rododendron
- Rododendronstraat, van rododendron
- Schoolstraat
- Silenestraat, van silene
- Sleedoornlaan, van sleedoorn
- Soldanellestraat, van soldanella
- Spireastraat, van spirea
- Strobloemstraat, van strobloem
- Tamarindehof, van tamarinde
- Veldkersweg, van veldkers
- Vergeet-mij-nietstraat, van vergeet-mij-nietje
- Vuurpijlstraat
- Weegbreestraat, van weegbree
- Weigelialaan
- Wildersekade
- Wilgenlei, van wilg
- Wilgenplaslaan, van wilg
- Wilgenplasplein, van wilg
- Wilgensingel, van wilg
- Wingerdlaan, van wingerd
- Zilverschoonstraat, van zilverschoon
- Zuringstraat, van zuring
- Zwaardleliestraat, van zwaardlelie
- Zwarteweg

#### Hillegersberg CentrumenHonderd en Tien Morgen(3054)
- Achillesstraat
- Adriaen van der Doeslaan
- Agamemnonstraat
- Ajaxstraat
- Aleyda van Raephorstlaan
- Alyda van Spangensingel
- Amazonenlaan
- Apollostraat
- Argonautenweg
- Arguspad
- Ariadnestraat
- Artemispad
- Atalantapad
- Athenastraat
- Berglustlaan
- Bergluststraat
- Bergse Dorpsstraat
- Bergse Plaslaan
- Bergse Rechter Rottekade
- Boterdorpse Verlaat
- Buitenzorg
- C.N.A.Looslaan
- Callistopad
- Cassandrastraat
- Cerberuspad
- Cliostraat
- Demeterpad
- Eratostraat
- Fortunastraat
- Freerickshof
- Freericksplaats
- Ghisebrecht Bokellaan
- Grindweg
- Hectorstraat
- Heer Vrankelaan
- Herastraat
- Hilleniussingel
- Hoge Limiet
- Hoyledesingel
- Icarusstraat
- Ismenestraat
- Jan van Ghestellaan
- Johan de Wittlaan
- Junolaan
- Jupiterstraat
- Kerkdreef
- Kerkstraat
- Kerstant van den Bergeln
- Korteweg
- Lamsrustlaan
- Ledastraat
- Medusastraat
- Midaspad
- Minervalaan
- Minosstraat
- Molenwerf
- Nestorpad
- Nieuwe Kerkstraat
- Orestespad
- Orionstraat
- Orpheusstraat
- Oude Raadhuislaan
- Palamedesstraat
- Park Bijdorp
- Parnassuspad
- Plasoord
- Plaswijcklaan
- Plaszicht
- Plutostraat
- Poseidonstraat
- Prinsemolenpad
- Prometheusstraat
- Ringdijk
- Straatweg
- Strekkade
- Streksingel
- Theseusstraat
- Tritonpad
- Van den Hoonaardsingel
- Visvreugdstraat
- Weissenbruchlaan
- Wilgenoord
- Willem Nagellaan

#### Molenlaankwartier(3055)
- Bachlaan
- Bergplein; Hillegersberg werd ook wel 'Den Berg' genoemd
- Berliozlaan
- Bizetlaan
- Borchsatelaan, naar Borgsate, een stuk land ten zuiden van Hillegersberg
- Borodinlaan
- Boterdorpse Verlaat
- Brahmslaan
- Breedveldsingel, naar Adrianus Johannes Breedveld, van 1919 tot 1931 wethouder van Hillegersberg
- Breitnersingel
- Brucknerlaan
- Burgemeester de Villeneuvesingel, naar jhr. Volkert Huibert de Villeneuve, van 1866 tot 1937 burgemeester van Hillegersberg
- Burgemeester F.H. van Kempensingel
- Burgemeester Le Fèvre de Montignylaan
- Burgemeester Le Fèvre de Montignyplein
- Chabotlaan
- Chopinlaan
- Debussylaan
- Diepenbrocklaan
- Donizettilaan
- Dresdenlaan
- Duivenpad
- Elgarhof
- Elgarlaan
- Floris Versterlaan
- Frans Halssingel
- Glazoenowlaan
- Granadoslaan
- Grieglaan
- Grindweg, genoemd naar de constructie van het wegdek
- Händellaan
- Haydnlaan
- Heijbergstraat, naar Johannes Gerardus Heijberg, Rotterdams schilder, 1869-1952
- Hellendaalstraat
- Hendrik Andriessenlaan
- Henriette Bosmanslaan
- Hillegondaplein, naar de reuzin Hillegonda die een schort droeg vol met zand. Toen het schort scheurde ontstond een zandberg, hetgeen de oorsprong zou zijn van Hillegersberg
- Jacob Marisplein
- Jan Schierecklaan, wethouder van Hillegersberg van 1916-1923
- Jan Weijnslaan, 1864-1945. kunstschilder te Rotterdam
- Jeroen Boschlaan
- Joseph Israëlslaan
- Jubileumplein; dit plein werd aangelegd in 1923, het jaar dat koningin Wilhelmina 25 jaar aan de regering was
- Koekkoekplein
- Landrélaan
- Leeuweriklaan
- Liduinaplein, vernoemd naar de parochiekerk van de Heilige Liduina
- Lijsterlaan
- Lisztlaan
- Maarten Dijkshoornlaan, wethouder van Hillegersberg
- Mahlersingel
- Mauvelaan
- Meeuwenlaan
- Mendelssohnlaan
- Merellaan
- Mesdaglaan, naar Hendrik Willem Mesdag en Taco Mesdag
- Molenhoek, naar de korenmolen De Vier Winden
- Molenlaan
- Mozartlaan
- Nachtegaallaan
- Obrechtlaan
- Offenbachlaan
- Pergolesilaan
- Plevierlaan
- Prinses Beatrixplantsoen
- Schubertlaan
- Schumannlaan
- Smetanalaan
- Strausslaan
- Streksingel, naar de Strekvaart die de scheiding vormde tussen de Berg- en Broekpolder en de Boterdorpse polder
- Svendsenlaan
- Sweelincklaan
- Terbregse Rechter Rottekade
- Terbregselaan
- Thorn Prikkerlaan
- Tooroplaan
- Tsjaikofskilaan
- Valeriuspad
- Van Ballegooijsingel, naar Johannes van Ballegooij Jr., gemeentesecretaris van Hillegersberg van 1925-1941
- Van Beethovenlaan
- Van Beethovensingel
- Van der Veldelaan, naar Willem van de Velde de Oude en Willem van de Velde de Jonge
- Van Goghlaan
- Van Hoytemalaan
- Verdilaan
- Verhulstlaan
- Von Weberlaan
- Voorhout. Een voorhout is een klein bos, gelegen vóór een groter bos
- Wagenaarlaan
- Willaertpad
- Willem Pijperlaan
- Zagwijnlaan
- Zweerslaan

#### Terbregge(3056)
- Bergse Linker Rottekade
- Bok de Korverweg
- Cas Ruffelsestraat
- Catharina Roodzanthof
- Catharina Roodzantpad
- Daan Kagchellandpad
- De Wurft, Zuid-Hollandse benaming voor erf
- Dirk van der Kooijweg, verzetsman in de Tweede Wereldoorlog
- Dirk van Prooijesingel (1881-1942), voorzitter KNVB
- Glanswierstraat, een water- en moerasplant
- Henk van Spaandonckstraat
- Henk Zonstraat (1916-1994), voorzitter Excelsior, bestuurslid KNVB
- Hertshooistraat
- Jan Grijseelshof
- Jan Grijseelspad
- Jos Colerstraat, voetballer en bestuurslid Sparta, de KNVB en UEFA
- Kees Koornneefstraat (1914-1988) organisator van voetbalwedstrijden
- Kees van Hasseltstraat
- Kwekerijstraat, naar de vroegere kwekerijen ter plekke
- Landstraat, was de eerste straat in het landelijke gedeelte van Terbregge
- Leen Ventestraat
- Marie Baronstraat
- Mattenbiesstraat
- Meerum Terwogtlaan (1883-1960), voetbalscheidsrechter en sportverslaggever
- Nico van der Valkpad en Nico van der Valkweg, (1875-1945), verzetsman
- Ok Formenoystraat
- Ommoord sehof
- Ommoord seweg
- Piet van de Polsingel
- President Rooseveltweg
- Rietstapstraat
- Rinus Terlouwstraat
- Sterrekroosstraat
- Terbreg seweg
- Theo Huizenaarpad (1900-1993), bokstrainer en promotor
- Theo Laseromsstraat
- Veenwortelstraat
- Voorwateringweg
- Walstroplein
- Warmoeziersstraat
- Waterleliesingel
- Willy den Oudenstraat
- Willy Lagermanstraat (1908-1937) zwemster
- Wim Lagendaalpad
- Zus Braunstraat

## Oost

### Nesselande(3059)
Oude namen
- Bermweg
- Bostelweg
- Groeneweg
- Onderweg
- Wollefoppenweg
- Zuideinde

Eilanden in de Middellandse Zee
- Caprihof
- Corsicalaan
- Cypruslaan
- Formenterastraat
- Ibizahof
- Korfoepad
- Kosboulevard
- Kretalaan
- Mallorcastraat
- Maltaplein
- Menorcalaan
- Pantelleriapad
- Rhodoshof
- Samoshof
- Santorinihof
- Sardiniëhof
- Siciliëboulevard
- Strombolihof
- Usticahof

Kunst-stromingen
- Brandingdijk
- Laan van Avant-Garde
- Laan van Dada
- Laan van het Surrealisme
- Laan van Magisch Realisme

Kunstenaars
- Albert Marquethof
- Alberto Giacomettipad
- André Bretonstraat
- André Derainhof
- Andries Copierhof
- Arthur Cravanhof
- Bart van der Leckstraat
- Benno Premselastraat
- Bernard Canterstraat
- Bernard Toon Gitsstraat
- Bertus Meijerstraat

- Carel Willinksingel
- Cesar Domelastraat
- Charley Tooropsingel
- Chris Lebeauhof
- Christa Ehrlichhof
- Christian Diorstraat
- Dick Ketstraat
- Emmy van Leersumhof
- Francis Picabiastraat
- Frank Goversstraat
- Freek van Leeuwenstraat
- Frida Kahlopad
- Geert Adegeeststraat
- Geert van Oorschotstraat
- Georges Braquestraat
- Georges Rouaulthof
- Georges Vantongerloohof
- Ger Ladagestraat
- Gerrit Rietveldstraat
- Gianni Versacestraat
- Henk Bruintjesstraat
- Henri Laurenspad
- Henri Matissestraat
- Herman Bielingplein
- Jac. Jongertstraat
- Jan Sirksstraat
- Jan Sluijtersstraat
- Jan Wilspad
- Jef Laststraat
- Joan Miróstraat
- Johannes Tielensstraat
- Joop Moesmanpad
- Laura Ashleystraat
- Laurens van Kuikstraat
- Leo Gestelstraat
- Madame Gresstraat
- Marc Chagallstraat
- Marius Richtersstraat
- Marlow Mosshof
- Mart Stamhof
- Maurice de Vlaminckstraat
- Max Heymansstraat
- Mies Boissevainstraat
- Nelly van Moorselhof
- Nina Riccistraat
- Ossip Zadkinestraat
- Othon Frieszpad

- Otto van Tussenbroekstraat
- Pablo Picassostraat
- Paul Delvauxstraat
- Paul Schuitemastraat
- Pierre Cardinstraat
- Piet Begeerstraat
- Piet Mondriaansingel
- Piet Zwartstraat
- Raoul Dufyhof
- Raoul Hausmannhof
- René Magrittestraat
- Robert van 't Hoffstraat
- Salvador Dalístraat
- Sonia Delaunaystraat
- Theo van Doesburgstraat
- Theodoor Colenbranderhof
- Tristan Tzarahof
- Vilmos Huszárstraat
- Willem Gispenstraat
- Willem van der Kulkstraat
- Wim Schuhmacherhof
- Wout van Heusdensingel

Molenaars van de Eendrachtspolder
- Adam Knikmanstraat
- Aelbert van Spanjekade
- Agata de Bruynkade
- Andries Fyandijk
- Aper Bouwmankade
- Coenraad Swiepdijk
- Dirk Rademakerkade
- Gerrit Verrijstkade
- Gerrit Voorenkade
- Jacob Levelangkade
- Jannetje Merbiskade
- Leendert Legersteestraat
- Marinus van Elswijkkade
- Neeltje Breedveldkade
- Pieter Hammeveldijk
- Pieternella Brandhorststraat
- Pleun van der Zijdedijk
- Regina Verweykade
- Reinier Rondhorstdijk
- Willemijntje de Kooterkade
- Wilhelmina Voorwindenkade

### Kralingen-West(3061)
- 1e Jerichostraat
- 2e Jerichostraat
- Adamshofstraat, refereert aan de naam van een aldaar gevestigd buitenverblijf
- Aegidiusstraat
- Agaatvlinder
- Albert Verweystraat
- Assendelftstraat
- Berkelstraat
- Bethlehemstraat
- Blaardorpstraat, een polder in de omgeving van Nieuwerkerk aan den IJssel
- Brouwersstraat
- Catharinastraat, vernoemd naar een familie-lid van één de bouwondernemers
- Cederstraat
- Chris Bennekerslaan, Christoffel Bennekers, geb. 28 mei 1894, hoofdinspecteur van politie in Rotterdam, door de Duitsers gefusilleerd op 15 augustus 1942
- Dagpauwoog
- Dennepijlstaart
- Dijkstraat loopt naar de oostzeedijk
- Dr. Zamenhofstraat
- Ebalstraat, gebergte in het Midden-Oosten
- Eikenpage
- Emantspad
- Evastraat
- Frederik van Eedenstraat
- Frits Ruysstraat, verzetsman, vermoord op 3 nov 1944
- Fuikstraat
- Gansdorppad, Gansdorper polder ten oosten van Rotterdam
- Gashouderstraat, de gashouder was de grote, in het oog springende opslagtank van de aldaar gevestigde gasfabriek
- Gerdesiaweg, was de naam van een buitenverblijf in de buurt van de Oudedijk
- Goudse Rijweg
- Hebronstraat
- Heer Gillisstraat, Gillis van Kralingen ±1300
- Heer Hugostraat, Hugo van Kralingen ±1250
- Helenastraat, vernoemd naar een familie-lid van één de bouwondernemers
- Helene Swarthstraat
- Herman Gorterstraat
- Hermonlaan
- Hoge Boezem
- Hommelstraat
- Honingbijstraat
- IJsclubdwarsstraat, refereert aan de daar gevestigde ijsclub/ijsbaan van 1879 tot 1993
- IJsclubstraat, zie boven
- Jacques Perkstraat
- Jaffa, was ook de naam van een buitenverblijf in de buurt van de Oudedijk
- Jaffadwarsstraat, zie boven
- Jaffahof, zie boven
- Jericholaan
- Jeruzalemstraat
- Karmelweg
- Ketenstraat, Ketenpolder ten oosten van Rotterdam
- Kettingstraat, Arie Ketting (1816-1896), gemeenteraadslid en wethouder van Kralingen
- Koenenstraat, Henrikus Adrianus Koenen (1844-1908), landmeter
- Koningsmantel
- Kralingse Plaslaan
- Krekelstraat
- Lambertusstraat, beschermheilige van Kralingen
- Libanonweg
- Libellennstraat
- Louis Couperusstraat
- Lusthofstraat, was de naam van een buitenplaats
- Marinus van de Stoepstraat, verzetsstrijder, KP en BS commandant van Rotterdam
- Mecklenburglaan,
- Meikeverstraat
- Naaldwijkstraat
- Nazarethstraat
- Noordeinde
- Ommoordsestraat
- Oosteinde, meest oostelijke grens van Rotterdam tot 1895, toen Kralingen werd geannexeerd
- Oostmaasstraat
- Oostplein
- Oostzeedijk
- Oostzeedijk Beneden
- Oudedijk
- Palestinastraat
- Papegaaistraat
- Paulus Potterstraat
- Plantagestraat, refereert aan De Nieuwe Plantage, een park aldaar
- Plantageweg, zie boven
- Ramlehstraat
- Ramlehweg
- Ringersplaats, Rotterdamse chocoladefabriek
- Robert Baeldestraat, Rotterdams maatschappelijk werker, door de Duitsers gefusilleerd op 15 augustus 1942
- Rubensstraat
- Schinkelstraat, refereert aan het Schinkelsveen, ten oosten van Rotterdam
- Sichemstraat
- Siondwarsstraat
- Sionstraat
- Slaak, hier lag vroeger de Slaakvaart
- Sophiakade
- Sophiastraat
- Speelmanstraat
- Taborstraat
- Taxusstraat
- Tiberiaslaan
- Touwslagersstraat
- Van de Leckestraat, refereert aan de familie die in de veertiende eeuw Kralingen in bezit had
- Van Traaplaats
- Vlietlaan
- Vlinderstraat
- Vogelstraat
- Vredenoordkade, refereert aan de naam van een aldaar gevestigd buitenverblijf
- Vredenoordlaan, zie boven
- Vredenoordpad, zie boven
- Vredenoordplein, zie boven
- Waterjufferstraat
- Weteringstraat
- Wildeveenstraat, de venen aan de Rotte stonden bekend als de Wilde Venen
- Willem Kloosstraat
- Willem Ruyslaan, directeur Rotterdamsche Loyd, door de Duitsers gefusilleerd op 15 augustus 1942
- Witte Hertstraat, komt van de blekerij Het Witte Hert
- Wollefoppenstraat, een ambacht in de omgeving

### Kralingen-Oost(3062)
- Abram van Rijckevorselweg
- Adriaen van Ostadepad
- Amalia van Solmslaan
- Anna van Egmondhof
- Anna van Saksenhof
- Annastraat, dochter van bouwondernemer van Concordia, zie hieronder
- Avenue Concordia
- Bosdreef, refereert aan het Kralingse Bos
- Boszoom, refereert aan het Kralingse Bos
- Bovenover, de naam beschrijft de situatie ter plaatse
- Burgemeester Oudlaan
- Charlotte de Bourbonlaan
- De Lairesselaan
- Dillenburglaan, geboorteplaats van Willem van Oranje
- Eleonorahof, Eleonora Charlotte de Bourbon (1587-1619)
- Emiliahof
- Essenlaan
- Essenweg
- Goosse van der Windstraat, ambachtsbewaarder van Kralingen 1730-1748, schepen
- 's-Gravensingel, zie 's-Gravenweg
- 's-Gravenweg
- 's-Gravenwetering, zie 's-Gravenweg
- Groene Wetering
- Hoflaan, refereert aan Het Hof van Honingen, het huis van de Heren van Kralingen
- Honingerdijk, refereert aan Het Hof van Honingen, het huis van de Heren van Kralingen
- ir. P. Kosterlaan, (1894-1994), chef plantsoenendienst Rotterdam
- J.A. Lebbinklaan, (1905-1980), chef plantsoenendienst Rotterdam
- Jacques Dutilhweg
- Jan Vermeersingel
- K.P. van der Mandelelaan
- Klaas Kosterstraat, ambachtsbewaarder van Kralingen 1731-1751
- Kortekade
- Kralingse Plaslaan
- Kralingse Zoom
- Kralingseweg
- Laan van Nooitgedacht, refereert aan de hofstede Nooitgedacht
- Laan van Weltevreden, refereert aan de buitenplaats Weltevreden
- Laan van Woudestein, refereert aan de buitenplaats Woudenstein
- Laan van Ypenhof, refereert aan de buitenplaats Ypenhof
- Lagelandsepad
- Lambertusstraat
- Lambertweg, burgemeestersfamilie uit Kralingen
- Langepad, verwijst naar Lange Kade
- Leendert Butterstraat, ambachtbewaarder, schepen en turfmeester van Kralingen (1765-1783)
- Lichtenauerlaan
- Louise de Colignylaan
- Lucie Vuylstekeweg, gemeenteraadslid en lid van de eerste kamer
- Lusthofstraat, was de naam van een buitenplaats
- Manegelaantje, bij de manege
- Maria Stuartlaan
- Max Euwelaan
- Mecklenburglaan
- Mecklenburgplein
- Meindert Hobbemalaan
- Merulaweg
- Onderlangs, de naam beschrijft de situatie ter plaatse
- Oostzeedijk Beneden
- Oranjelaan, Huis van Oranje
- Oudedijk, oude weg richting Gouda, de uitdrukking "zo oud als de weg van Kralingen" sloeg van oudsher waarschijnlijk op deze weg.
- Oudorpweg, Joannes Oudorp Kortebrant, burgemeester van Kralingen (1867-1874)
- Plaszoom
- Polanenstraat, Jan van Polanen, de eerste ambachtsheer van Kralingen
- Prinsenlaan, de laan dwars door de nieuwe wijk Prinsenland
- Prinses Beatrixlaan
- Prinses Julianalaan
- Rozenburglaan, refereert aan een buitenplaats op die plaats
- Schultz van Hagenstraat, schout van Kralingen 1721-1741
- Slotlaan, refereert aan Het Slot Honingen, het huis van de Heren van Kralingen
- Slotstraat, refereert aan Het Slot Honingen, het huis van de Heren van Kralingen
- Terbregsehof, ter Brugge, een buurtschap
- Terbregseweg, zie boven
- Tijs van Zeventerstraat, ambachtsbewaarder en schepen (1750-1771)
- Van Somerenstraat, Reyer Hendrik van Someren, burgemeester van Kralingen 1837-1851
- Van Somerenweg, Reyer Hendrik van Someren, burgemeester van Kralingen 1837-1851
- Veenweg, Kralingse venen
- Vijverlaan, laan bij de vijver
- Vijverweg, ook bij de vijver
- Voorschoterlaan, verwijst naar het geslacht Voorschoten, waaruit de eerste ambachtsheren van Kralingen zijn voortgekomen
- Voorschoterstraat, verwijst naar het geslacht Voorschoten, waaruit de eerste ambachtsheren van Kralingen zijn voortgekomen
- Vredehofplaats, refereert aan een buitenplaats aldaar
- Vredehofstraat, zie boven
- Vredehofweg, zie boven
- Waldeck-Pyrmontlaan, Duits vorstendom waar Koningin Emma werd geboren.
- Waterloostraat, aangelegd in 1865, halve eeuwfeest van de Slag bij Waterloo
- Witte Spaanstraat, ambachtsbewaarder en schepen van Kralingen 1725-1744

### Struisenburg,De Esch(3063)
- Admiraliteitskade
- Admiraliteitsstraat
- Afsluiterpad
- Autolettestraat
- B Everardus Molen
- Bosland
- Boslandhof
- Boslandwerf
- Brandkraanpad
- Buitenbassinweg
- Buizengat
- Buizenwerf
- Dienstkraanpad
- Dries van der Vlerkstr
- Drinkwaterweg
- Elisabethstraat
- Francina Molen
- Herman Bavinckstraat
- Hoge Filterweg
- Honingerdijk
- Honingerhof
- Infirmeriestraat
- Jan Ter Laanplaats
- Keerkleppad
- Kralinger Esch
- Kralingse Zoom
- Lage Filterweg
- Landaulettestraat
- Maasboulevard
- Nesserdijk
- Oostmaaslaan
- Oostplein
- Oostzeedijk
- Oude Plantagedreef
- Overstortpad
- Plantagelaan
- Reservoirpad
- Rhijnspoorkade
- Rijnwaterstraat
- Sara Cornelia Molen
- Schaardijk
- 's-Lands Werf
- Snelfilterweg
- Specerijenhof
- Struisenburgdwarsstraat
- Struisenburgstraat
- Toepad
- Watermeterpad
- Watertorenweg
- Waterwerk
- Willem Ruyslaan

### Kralingseveer(3064)
- Antilopestraat
- Buffelstraat
- Damhertstraat
- Elandstraat
- Giraffestraat
- IJsselmondselaan
- Karbouwstraat
- Lamastraat
- Luipaardstraat
- Neushoornstraat
- Ottergracht
- Rendierstraat
- Robbensingel
- Schaardijk
- Wapitistraat
- Zebrastraat

### Prinsenland(3065)
- Abram van Rijckevorselplein (zie ook Abram van Rijckevorselweg
- Adriana Noorlandersingel
- Alexander Dubcekstraat
- Andrej Sacharovstraat
- Anthony Cankrienstraat
- Arie de Zeeuwstraat
- Arie Hoospad
- Bahialaan
- Bermeinde
- Chico Mendesstraat
- Clazina Kouwenbergzoom
- Cornelis Kraanstraat
- Dirkje Goedhartstraat
- Engelbrechtweg
- Fascinatio Boulevard
- Francois Nivardstraat
- Geertje Wagemansstraat
- Geertrui Henningstraat
- Geertruida Breurstraat
- George de Vosstraat
- Gerard van Houweningepad
- Gerardus v Sillevoldtstr
- Govert Terlouwstraat
- Gustave Dixonstraat
- Hendrik Sweijsstraat
- Hendrik Wachterstraat
- Huub van den Brulestraat
- Jacob de Haanstraat
- Jacobus van Vessemsingel
- Jacques Dutilhweg
- Jan Beyerinckstraat
- Jan de Snoostraat
- Jan Hudigstraat
- Jan Leentvaarlaan
- Jan Meertensstraat
- Jan Palachstraat
- Jan Schoutenstraat
- Jan van der Ploegsingel
- Jan van Tilburgstraat
- Jan Witkampstraat
- Jean Augierstraat
- Johannes Drostpad
- Johannes Meulsteestraat
- Johannes Voorhoevestraat
- Joris Hoeneveldstraat
- Klaas Dullemondstraat
- Koenraad Bothstraat
- Kornelis van Tollaan
- Kralingse Kerklaan
- Kralingseweg
- Laan van Oud-Kralingen
- Lilian Ngoyiweg
- Maaike Weezenaarstraat
- Maartje den Outerstraat
- Maria Wesselingstraat
- Marinus Batenburgplein
- Martinus Burkensstraat
- Mechtildisstraat
- Mia van IJperenplein
- Mohammed Roemhof
- Nancy Zeelenbergsingel
- Nautastraat
- Neeltje Griffijnstraat
- Ogier van Cralingenpark
- Oscar Romerostraat
- Patrice Lumumbastraat
- Petrus Trousselotstraat
- Pieter Klapwijkstraat
- Pieter van der Wallenstr
- Pieter van Rijsselstraat
- Prins Alexanderlaan
- Ringvaartweg
- Rutger Metelerkamppad
- Salvador Allendestraat
- 's-Gravenweg
- Steupelstraat
- Steve Biko plaats
- Turfweg
- Willem Coepijnstraat
- Willem Hioolenstraat

### Oosterflank/Het Lage Land

#### Postcode 3066
- Adenauerstraat
- Adrienne Solserpad, variété-artieste
- Agnes Cantastraat, schilder
- Albertistraat
- Alida Tartaud-Kleinstraat, toneelspeler
- Alie Smedingpad, schrijfster
- Annie Salomonspad
- Annie van Eesstraat, toneelspeelster
- Anthonetta Kuijlstraat, grondlegger van het hofje Kuijl's Fundatie
- Ataturkstraat
- Attleestraat
- Beelstraat
- Ben-Goerionstraat
- Berninistraat
- Bramanteplein en Bramantestraat
- Burgaslaan
- Calspad
- Charles de Gaullestraat
- Clara Egginkstraat
- Coba Kellingpad
- Cornelia Wilbrenninckstraat, directrice van het Kralings Volkshuis
- Corrie Hartonglaan
- Den Uylsingel
- Dosiostraat, Italiaans architect en beeldhouwer
- Dreessingel
- Duisburghof
- Favrestraat, Titus Favre - architect
- Golda Meïrstraat
- Hattasingel
- Hermine Moquettestraat, archivaris bij het Gemeentearchief
- Huslystraat
- Ineke Sluiterstraat, oprichtster van het Rotterdams Danscentrum
- Jean Monnetstraat
- Jinnahsingel
- Johanna Breevoortstraat, schrijfster
- Johanna Dekhuijzenstraat, gemeenteraadslid
- Johanna van Duynstraat, directrice van het Charlois' Volkshuis
- Josine Simons-Meespad, dramaturge
- Keulenhof
- Klompéstraat
- Kralingseweg
- Laan van Oud-Kralingen
- Lena Blok-Woutsstraat, gemeenteraadslid
- Leningrad plaats, Leningradweg
- Lieftinck plaats
- Lotte Stam-Beesestraat
- Lucie Vuylstekeweg, gemeenteraadslid
- M.C. Grimberg-Huijserstraat, directrice van de Volksmuziekschool
- Mary Zeldenrust-Noordanuslaan, voorzitter van de NVSH
- Madernastraat, Italiaans architect
- Mahatma Gandhistraat
- Marie v Eijsden-Vinkstr
- Mechtildisstraat
- Michelangelostraat
- Nancy Zeelenbergsingel
- Nehrusingel
- Noordewier-Reddingiusln
- Palladiostraat
- Pr Pieter Christiaanstr
- Prins Alexanderlaan
- Prins Constantijnweg
- Prinsenlaan
- Prinsenlandsepad
- Riet Blom-Mouritsstraat
- Riet Hof-Brouwerstraat
- Riet Schoolenbergpad
- Rietkerkweg
- Rodaristraat
- Romanohof
- Rommepad
- Sadatstraat
- Schermerhornstraat
- Sjanghailaan
- Stikkerpad
- Tattistraat
- Vasaristraat
- Viervantstraat
- Vignolastraat
- Vinckenbrinckstraat

#### Postcode 3067
- Aalborgpad
- Aarhuispad
- Abenrahof
- Adenstraat
- Adriaan Dortsmanstraat, bouwmeester (1636 - 1682)
- Aernt Bruunstraat, Brabantse bouwmeester 15de eeuw
- Akkabapad
- Alard Duhameelstraat, bouwmeester (1449 - 1509)
- Alexandriëstraat
- Algiersstraat
- Alicantepad
- Almeria-erf
- Aluminiumstraat
- Arendalhof
- Arent v 's-Gravesandestr, bouwmeester 17de eeuw
- Barcelonastraat
- Basrastraat
- Beiroetstraat
- Berlagehof, Hendrik Peter Berlage (1856 - 1934), bouwmeester
- Berlagepad, Hendrik Peter Berlage (1856 - 1934), bouwmeester
- Berlagestraat, Hendrik Peter Berlage(1856 - 1934), bouwmeester
- Blaauwstraat
- Blondeelstraat, Nicolas Blondeel, architect
- Bordeauxdreef
- Brandespad
- Brindisipad
- Brinkmanstraat
- Burgaslaan
- Cadizerf
- Capelseweg
- Cartagenapad
- Cees Wegerifhof
- Chroomstraat
- Cornelis Bloemaertsingel, 20ste eeuw, beeldhouwer en bouwmeester
- Cornelis Danckertsstraat, 16de eeuw, metselaar
- Cornelis de Vriendtstr
- Cornelis Outshoornstraat
- Crouwelpad
- De Bazelstraat
- De Klerkstraat (architect)
- De Waghemakerestraat
- Djeddalaan
- Dr. J.J.P. Oudsingel
- Drijfhoutstraat
- Duikerstraat
- Edmond Hellenraadstraat
- Eridanusstraat
- Etienne de Bouterstraat
- Evenaar
- Everaertstraat
- Faborgerf
- Flensburghof
- Folkert Elsingastraat
- Gdyniapad
- Gedserpad
- Genuahof
- Gerretsenpad
- Gerrit van Heerstalstr
- Gibraltarpad
- Gillis Huppestraat
- Godijn van Dormaalstraat, 14de eeuw, bouwmeester
- Gothenburghof
- Gratamastraat
- Grote Beer
- Halmstederf
- Hammerfeststraat
- Hanrathstraat
- Hantje de Jongplaats
- Hantje de Jongstraat
- Helsingborgerf
- Helsinkipad
- Hendrick Staetsweg, 16de eeuw, timmerman
- Hendrik van Bontsfortstr
- Henk Speksnijderstraat
- Henri Eversstraat
- Hoofdweg
- Horsenserf
- Istanboeldreef
- Izmirerf
- Jaap van der Hoekplaats
- Jacob van Akenstraat, 16de eeuw, bouwmeester
- Jacob van Campenplein, bouwmeester (1569 - 1657)
- Jacob van Campenweg, bouwmeester (1596 - 1657)
- Jan Bijloostraat
- Jan Kwakplaats
- Jan Stuytstraat
- Joris Minneepad, kunstenaar 17de eeuw
- Kalmarpad
- Kalundborgerf
- Keldermansstraat, bouwmeestersfamilie Rombout, Anthonis en Laureys, 15de eeuw
- Kieldreef
- Klaas Timmerstraat
- Kleine Beer
- Kobehof
- Kobelaan
- Koldeweypad
- Koldingdreef
- Koningslaan
- Kopenhagenstraat
- Koperpad
- Koperstraat
- Korte Poolsterstraat
- Kramerstraat
- Kreeftstraat
- Kromhoutstraat
- Kroonstaddreef
- Kurt Callostraat
- Lagelandsepad
- Lattakia-Erf
- Lieven de Keystraat, (1560 - 1627), bouwmeester
- Lissabonerf
- Malagapad
- Malmopad
- Mangaanstraat
- Mansdalestraat, Jan van Mansdale of Keldermans, bouwmeester uit 14de eeuw, voorvader van de Keldermansfamilie
- Marinus Bolkplein
- Marseillehof
- Merkelbachstraat
- Mertensstraat
- Messinadreef
- Metaalhof
- Metaalstraat
- Moermanskpad
- Mombassaplaats
- Napelshof
- Narvikerf
- Nikkelstraat
- Noorwitsstraat, Pieter Noorwits (1612 - 1669), bouwmeester, broer van Arent van 's-Gravesande
- Nystadstraat
- Odessastraat
- Oportohof
- Oslopad
- Otto Verdoornplaats
- Palermohof
- Pegasusweg
- Philip Vingboonsstraat, bouwmeester (1607 - 1678)
- Piet van der Meerhof
- Piraeuserf
- Poolsterplein
- Poolsterstraat
- Port-Saidstraat
- Prins Alexanderlaan
- Prins Alexanderplein
- Prinsenlaan
- Remmet van Milplaats
- Rigapad
- Rinze Koopmansstraat
- Rostockpad
- Rutger van Keulenstraat, 15de eeuw, bouwmeester
- Salomon de Braystraat
- Samuel Esmeijerplein
- Santandererf
- Schorpioenstraat
- Simon de la Valleestraat
- Sjanghailaan
- Skagenerf
- Springerstraat
- Stalpaertstraat, Daniël Stalpaert, 17de eeuw, bouwmeester
- Stavangererf
- Stockholmpad
- Stuivingastraat
- Suezpad
- Tallinnpad
- Tangererf
- Tinstraat
- Titaniumstraat
- Toulondreef
- Tripolihof
- Tromsodreef
- Trondheimpad
- Tuniserf
- Tweelingenstraat
- Tyruspad
- Vaasahof
- Valenciadreef
- Vallettastraat
- Van Aelstsingel
- Van Aelststraat
- Van Bassenstraat, Bartholomeüs van Bassen (1590 - 1652), bouwmeester
- Van Bilderbeekplaats
- Van der Helmstraat, Willem van der Helm, 17de eeuw, bouwmeester
- Van der Kloot Meyburgstr
- Van der Vlugtstraat
- Van Epenstraat
- Van Heukelomstraat
- Van Moorselplaats
- Van Moorselstraat
- Van Opbergenstraat, Anthonis van Opbergen, 17de eeuw, bouwmeester
- Van Steenwinckelstraat
- Varnasingel
- Vennecoolstraat
- Verhagenstraat
- Viergeverstraat
- Vigohof
- Visbyerf
- Voermanweg
- Vredeman de Vriesstraat, 16de eeuw, architect en schilder
- Watermanweg
- Weegschaalhof
- Willem van Boelrestraat, 14de eeuw, bouwmeester
- Wormserstraat
- Zocherstraat
- Zuiderkruisstraat

### Ommoord/Zevenkamp

#### Postcode 3068
- Aar, naar het Aarkanaal
- Akkerdistel
- Alkmaardermeer
- Ambachtsplein
- Amer
- Andoorn
- Angstel
- Azarooldoorn
- Balsemkruid, uit de familie der lipbloemigen
- Barbarakruid
- Beerze
- Benedictuskruid
- Bergumermeer
- Beursjeskruid
- Binnenhof, vernoemd naar nabijgelegen winkelcentrum Binnenhof
- Bitterkruid
- Björnsonweg
- Blauwemeer, meer in Dwingeloo
- Blauwgras
- Blokfluit
- Boksdoorn
- Bolkruid, soorten uit het plantengeslacht wolfsmelk
- Boorn, rivier in Friesland
- Borstelgras
- Boterbloem
- Botmeer, meer in Friesland
- Bottelroos
- Briand plaats
- Brongras
- Bugel
- Buntgras
- Capelseweg
- Celesta
- Christoffelkruid
- Cimbaal
- Citer
- Citroenkruid
- Cordell Hullplaats
- Cypergras
- Damastroos
- Dennekruid
- Dieze
- Dinkel
- Doddegras
- Does
- Donge
- Driedistel
- Drontermeer
- Droogbloem
- Duindoorn
- Dwerggras
- Ebbekruid
- Egelkruid
- Eliotplaats
- Fakkelgras
- Fioringras
- Fluitekruid
- G.B. Shawplaats
- G.H. Betzweg
- Gaasp
- Gaastmeer
- Gamba
- Ganzekruid
- Gaspeldoorn
- Geelkruid
- Geeuw
- Gein
- Gelebrem
- Gemshoorn
- George Hintzenweg
- Gerardskruid
- Gong
- Gooimeer
- Goudkruid
- Grebbe
- Griendwerkerstraat
- Grote Wielen
- Grouw
- Haakdistel
- Hanespoordoorn
- Harp
- Hartekruid
- Heegermeer
- Heggedoorn
- Heidekruid
- Heiligenbloem
- Helmbloem
- Hemingwayplaats
- Hendersonplaats
- Hertzplaats
- Hesseplaats, naar Hermann Hesse
- Hobo
- Hunze
- IJmeer
- Imkerstraat
- Ivoordistel
- Jagersmeer
- John Mottweg
- Kadoelermeer
- Kamerlingh Onnesweg
- Kamgras
- Kelloggplaats
- Ketelmeer
- Kil
- Klarinet
- Knikbloem
- Koevordermeer
- Kogeldistel
- Koperpad
- Korne
- Kornet
- Kruipbrem
- Kuinder
- Lauwersmeer
- Leekstermeer
- Lentebloem
- Liede
- Lier
- Luit
- Lutter
- Mandola
- Mannagras
- Maracas
- Marshallweg
- Marten Meesweg
- Max Planckplaats
- Moerasdoorn
- Myrdalhof
- Naardermeer
- Niels Bohrplaats
- Nieuwe Ommoordseweg
- Nieuwemeer
- Ocarina
- Ommoordseweg, deel van de weg die door de toenmalige Ommoordse Polder liep
- Paardebloem
- Pampagras
- Panfluit
- Papierbloem
- Parkroos
- Passiebloem
- Piccolo
- Pijlbrem
- Pijpbloem
- Pinksterbloem
- Pluizenmeer
- President Rooseveltweg
- Prins Alexanderlaan, naar Alexander van Oranje-Nassau (1851-1884)
- Raaigras
- Reest
- Regge
- Reuzel
- Rietdekkerweg
- Rijstgras
- Robert Kochplaats
- Roer
- Satijnbloem
- Schalmei
- Schapegras
- Scharlakendoorn
- Scharster
- Schildmeer
- Schollevaartse Dreef
- Sierbloem
- Sinclair Lewisplaats
- Slotermeer
- Sneekermeer
- Speerdistel
- Spinet
- Stekelbrem
- Stresemannplaats
- Struisgras
- Swalm
- Teunisbloem
- Theeroos
- Theorbe
- Tjonger
- Triangel
- Trilgras
- Trompetbloem
- Vecht
- Vedel
- Vederdistel
- Veluwemeer
- Verfbrem
- Vlambloem
- Vuurdoorn
- Wasbloem
- Waver
- Wegedoorn
- Wijmerts
- Wittebrem
- Zeedistel
- Zernikeplaats
- Zevenkampse Ring, is de ringweg die grotendeels door de wijk loopt
- Zevenkampseweg
- Zilverdistel
- Zomerdoorn
- Zuidlaardermeer

#### Postcode 3069
- Aalbes
- Aart van der Leeuwstraat
- Ab de Molenaarpad
- Adriaan Roland Holststr
- Albert Camusplaats
- Albert Rousselsingel
- Albert Schweitzerplaats
- Anatole Franceplaats
- Andre Gideplaats
- Arrheniusweg
- Art Tatumstraat
- Arthur Honeggerstraat
- Arthur Parisiusstraat
- Arthur van Schendeldreef
- August Vermeijlenpad
- Augusta de Witstraat
- Bastaardklaver
- Bekermos
- Ben Websterstraat
- Bergse Linker Rottekade
- Berkheide
- Bertrand Russellplaats
- Bessie Smithstraat
- Beukvaren
- Billie Holidaylaan
- Bing Crosbystraat
- Binnenhof, naar winkelcentrum Binnenhof
- Boomheide
- Boris Pasternakstraat
- Bosbes
- Boy Edgarstraat
- Brigadier Aad de Jonghof
- Brinkheide
- Carl Nielsenhof
- Carry van Bruggensingel
- Cees Seepad
- Charles Mingussingel
- Charlie Nederpeltstraat
- Charlie Parkersingel
- Charlie Shaverslaan
- Clara de Vriesstraat
- Cole Porterstraat
- Coleman Hawkinspad
- Curieplaats
- Daalheide
- Dawesweg
- Debijeweg
- Dirk Costerstraat
- Dopheide
- Duke Ellingtonstraat
- Eenbes
- Eikvaren
- Einsteinplaats
- Elsbes
- Eric Kranspad
- Erik Satiehof
- Ernest Claespad
- Erroll Garnerstraat
- F. Bordewijkstraat
- Fats Wallerhof
- Ferry Wiennekestraat
- Franz Leharstraat
- G.B. Shawplaats
- Geerten Gossaertstraat
- Geluksklaver
- George Gershwinstraat
- Hammarskjoldplaats
- Hauwklaver
- Herman Teirlinckstraat
- Hertshoornvaren
- Hesseplaats, naar winkelcentrum Hesseplaats
- Honingklaver
- Hoornklaver
- Hoorntandmos
- Hopklaver
- Igor Stravinskisingel
- Inkarnaatklaver
- Jan Greshoffstraat
- Jan Jacob Slauerhoffstr
- Jean Sibeliusstraat
- Jeneverbes
- Johan Huizingastraat
- John Coltranestraat
- John Mottweg
- Joliotplaats
- Joost van Ospad
- Karmozijnbes
- King Pleasurepad
- Klimvaren
- Koningsvaren
- Kooikerweg
- Kraaiheide
- Krulmos
- Kurt Weillstraat
- Lavendelheide
- Leermos
- Lenny Tristanostraat
- Lepeltjesheide
- Lester Youngstraat
- Linus Paulingweg
- Loganbes
- Lorentzweg
- Louis Armstrongweg
- Lutulisingel
- Luzerneklaver
- Manuel de Fallapad
- Martin Luther Kingweg
- Martinus Nijhoffplnts
- Maurice Ravelhof
- Maurice van Kleefstraat
- Max Woiskistraat
- Meelbes
- Mosweg
- Muurmos
- Naaldvaren
- Nansenplaats
- Nat King Colesingel
- Nico de Rooystraat
- Pater Pirehof
- Paul Desmondsingel
- Paul van Ostaijenstraat
- Paul Whitemansingel
- Pearl Buckplaats
- President Wilsonweg
- Raymond Brulezpad
- Red Debroystraat
- Rijsbes
- Robert Stolzhof
- Rode Klaver
- Roestmos
- Rolklaver
- Rotsheide
- Rupsklaver
- Rutherfordweg
- Schoonheide
- Schotelmos
- Selma Lagerlofweg
- Sigrid Undsetweg
- Simon Vestdijkpad
- Sneeuwheide
- Soderblomplaats
- Spittelerplaats
- Stan Kentonstraat
- Steenbreekvaren
- Sterremos
- Streepvaren
- Struikheide
- Tagoreplaats
- Teddy Cottonstraat
- Thelonius Monkpad
- Thomas Mannplaats
- Tochtenweg
- Tommy Dorseypad
- Ton Wijkampstraat
- Toon van Vlietstraat
- Top Naeffstraat
- Troostheide
- Varenhof
- Veenmos
- Victor E v Vrieslandstr
- Vleugelvaren
- Von Ossietzkypad
- Wessel Ilckenstraat
- Winterheide
- Witte Klaver
- Wollefoppenweg
- Wondklaver
- Zevengetijdeklaver
- Zevenkampse Ring
- Zuurbes

## Zuid

### Feijenoord

#### Feijenoord(3071)
- 1e Stampioendwarsstraat
- 2e Stampioendwarsstraat
- Anjerstraat
- Binnenhavenhof
- Bottelaarstraat, als verwijzing naar bierbrouwerij d'Oranjeboom van het Oranjeboom
- Brautigamstraat
- Brouwhuisstraat, als verwijzing naar bierbrouwerij d'Oranjeboom van het Oranjeboom
- Burgemeester Hoffmanplein
- Burgemeester Hoffmanstraat
- Burgdorfferstraat
- Cargadoorskade
- Conducteurhof
- Cornelis Trompstraat
- Damstraat
- De Ruyterstraat
- Dillenburgstraat
- Draaischijf
- Entrepotstraat
- Eric Kropstraat
- Ernest Groosmanplein
- Factorij
- Feijenoorddijk
- Feijenoordhaven
- Feijenoordkade
- Feijenoordstraat
- H.A. Maaskantstraat
- H.P.J. de Vriesstraat
- Halfrond
- Handelsplein
- Heijkoopstraat
- Helmersstraat
- J.B. Bakemakade
- J.H. van den Broekstraat
- Jacques Nycolaasstraat
- Jalonstraat
- Joostingstraat
- Koopvaardijhof
- Korte Stadionweg
- Kraaijvangerstraat
- Laan op Zuid
- Laurierstraat
- Leliestraat
- Levie Vorstkade
- Locomotiefstraat
- Lodewijk Pincoffsplein
- Lodewijk Pincoffsweg
- Louis Pregerkade
- Maaskade
- Machiniststraat
- Marinestraat
- Meeuwenstraat
- Nassauhaven
- Nassaukade
- Nassaustraat
- Nijverheidstraat
- Oeverstraat
- Olivier van Noortstraat
- Oranjeboomstraat
- Persoonsdam
- Persoonshaven
- Persoonskade
- Persoonsstraat
- Piekstraat
- Piketkade
- Prins Frederikplein
- Prins Hendrikkade
- Prins Hendriklaan
- Prins Hendrikstraat
- R.H. Fledderusstraat
- Rijksboom
- Rijtuigweg
- Roentgenstraat
- Rose Spoorstraat
- Rosestraat
- S. van Ravesteynkade
- Schietloodstraat
- Sleephellingstraat
- Spiekmanstraat
- Spoorweghaven
- Stadionweg
- Stampioenstraat
- Steven Hoogendijkstraat
- Stieltjesplein
- Stieltjesstraat
- Stoomtramweg
- Stootblok
- Tapstraat, als verwijzing naar bierbrouwerij d'Oranjeboom van het Oranjeboom
- Thorbeckestraat
- Tulpstraat
- Van der Takstraat, naar Christiaan Bonifacius van der Tak (1814-1878)
- Vijf Werelddelen
- Vuurplaat
- W.G. Witteveenplein
- Willem Dudokplein
- Willem Molenbroekplein
- Zinkerstraat
- Zinkerweg

#### Kop van ZuidAfrikaanderwijk(3072)
- 2e Katendrechtsehaven
- 2e Rosestraat
- 3e Zwanengatstraat
- Afrikaanderplein
- Antoine Platekade
- Atjehstraat
- Bananenstraat
- Basaltstraat
- Bellefleurhof
- Beyersstraat
- Bloemfonteinstraat
- Bolderpad
- Bothastraat
- Brede Hilledijk
- Buizenpark
- Christiaan de Wetstraat
- Cronjestraat
- De la Reystraat
- Delistraat
- Donarpad
- Dukdalfpad
- Edam
- Ertsstraat
- Fruitlaan
- Goede Hoopstraat
- Herman Costerstraat
- Hilledijk
- Hilledwarsstraat
- Hillekopplein
- Hillelaan
- Hillestraat
- Holland Amerikakade
- Jacominastraat
- Johannes Brandstraat
- Joubertstraat
- Kaapstraat
- Kabelhof
- Katendrechtsehof
- Katendrechtselaan
- Katendrechtsestraat
- Koninginnenhoofd
- Korte Hillestraat
- Laan op Zuid
- Landverhuizersplein
- Leeuwensteinstraat
- Linker Veerdam
- Lombokstraat
- Maashaven N.z.
- Maashaven O.z.
- Maashavenkade
- Martinus Steijnstraat
- Notarisappelhof
- Otto Reuchlinweg
- Overzetveer
- Parallelweg
- Parlevinkerpad
- Paul Krugerstraat
- Posthumalaan
- Pretorialaan
- Prinsendam
- Putselaan
- Rechthuislaan
- Rechthuisstraat
- Retiefstraat
- Riebeekstraat
- Rijnhaven N.z.
- Rijnhaven O.z.
- Rijnhaven Z.z.
- Roeierpad
- Schalk Burgerstraat
- Schuitveer
- Staalstraat
- Steinweghof
- Steinwegstraat
- Sterappelhof
- Stoombootveer
- Sumatraweg
- Timorstraat
- Tolhuisbocht
- Tolhuislaan
- Tolhuisstraat
- Transvaalstraat
- Tweebosstraat
- Van der Vormplein
- Veemstraat
- Veerlaan
- Walhallalaan
- Wierdsmaplein
- Wigstraat
- Wilhelminakade
- Wilhelminaplein

#### Bloemhof(3073)
- 1e Balsemienstraat
- 1e Kiefhoekstraat
- 1e Pioenstraat
- 2e Balsemienstraat
- 2e Kiefhoekstraat
- 2e Pioenstraat
- Abcoudestraat
- Adriaan Pieterstraat, naar Adriaan Pieters-Ambacht, een buurtschap in de Zwijndrechtse Waard
- Anemoonstraat
- Asterstraat
- Blazoenstraat
- Bloemhof
- Boekweitstraat
- Boudewijnstraat, naar Boudewijn van Praet, gehuwd met Aleid van Putten, dochter van Heer Nicolaas III
- Dahliastraat
- Develstraat, water bij Heerjansdam en Groote Lindt in de Zwijndrechtse Waard
- Dordtselaan
- Dortsmondstraat, naar een gehucht in de Zwijndrechtse Waard
- Dubbelstraat, naar het in 1332 verdronken dorp Die Dubbel in de Zwijndrechtse Waard
- Eemstein, een klooster gebouwd in 1421 onder Kijfhoek in de Zwijndrechtse Waard
- Egelantierstraat
- Ericaplein
- Ericastraat
- Fuchsiastraat
- Geraniumstraat
- Goudenregenstraat
- Groene Hilledijk
- Groote Lindtstraat
- Heer Arnoldstraat, Heer Arnold van Kijfhoek heeft samen met Heer Daniël het ambacht Kijfhoek bedijkt in 1331
- Heer Danielstraat, naar het dorp Heer Daniëlskerck, later Kijfhoek genoemd
- Heer Nicolaesstraat
- Heerjanstraat, naar het dorp Heerjansdam in de Zwijndrechtse Waard
- Heerjansweg
- Heidestraat
- Heinlantstraat, een ambacht (ook wel Heyenlant), vroeger behorende tot de Zwijndrechtse Waard
- Hendrik Idoplein, naar Hendrik Ido Ambacht
- Hendrik Idostraat
- Hillevliet
- Hortensiastraat
- Hyacintstraat
- Jasmijnstraat
- kameliastraat
- Kamperfoeliestraat
- Kleine Lindtstraat
- Koolzaadstraat
- Korenbloemstraat
- Korte Heinlantstraat
- Lange Hilleweg
- Lavendelstraat
- Lijnzaadstraat
- Lindtstraat
- Lobeliastraat
- Marentakstraat (spelling moet zijn: Maretak)
- Meekrapstraat
- Meerdervoortstraat, naar een gehucht in de Zwijndrechtse Waard
- Narcissenstraat
- Nederhovenstraat, naar een Huis in Groote Lindt, in 1579 gesticht door Matthijs van Nederhoven
- Odastraat, naar Oda (erfdochter van Putten)
- Oleanderplein
- Oleanderstraat
- Oostendam, naar een gehucht en ambacht in de Zwijndrechtse Waard
- Oostendamstraat
- Oost-Pietermanstraat, naar het ambacht Pieterman (ook wel het Heer Oudelantsambacht) in de Zwijndrechtse Waard
- Oudelandstraat, naar het Oudelantsambacht (ook wel het ambacht Pieterman) in de Zwijndrechtse Waard
- Patrimonium's Hof, een hofje binnen een door woningbouwvereniging Patrimonium gesticht huizenblok
- Pimpernelstraat
- Putsebocht
- Putselaan
- Putseplein
- Ranonkelstraat
- Resedastraat
- Ridderspoorstraat
- Rozemarijnstraat
- Salviahof
- Sandelingplein, naar het Sandeling- of Adriaan Pietersambacht in de Zwijndrechtse Waard
- Sandelingstraat
- Schiltmanstraat, naar het Schiltmanskinderenambacht Zwijndrechtse Waard
- Schobbelantstraat, Schobbelantsambacht was de oude naam voor Zwijndrecht
- Seringenstraat
- Sint-Andriesstraat, naar het wapen van Putten, dat bestond uit drie Sint-Andrieskruizen
- Sleutelbloemstraat
- Sneeuwbalstraat
- Stokroosstraat
- Strevelsweg, naar het gehucht Strevelshoek in de Zwijndrechtse Waard
- Violierstraat
- West-Pietermanstraat, naar het ambacht Pieterman (ook wel het Heer Oudelantsambacht) in de Zwijndrechtse Waard
- Zwederstraat
- Zwijndrechtseplein
- Zwijndrechtsestraat

#### Hillesluis(3074)
- 2e Rosestraat, naar Willem Nicolaas Rose
- Adriaen Nimantsstraat, naar een van de voornaamste ingelanden van de Varkenoordse polder in de tweede helft van de 16e eeuw
- Beijerlandselaan
- Beijerlandsestraat
- Beukelaarsstraat, naar Thomas Beukelaer, in 1491 genoemd als rentmeester-generaal van Holland en West-Friesland
- Beverstraat, naar het wapen van IJsselmonde waarin een klimmende bever voorkomt, vermoedelijk ontleend aan de heren van Beveren (ambachtsheren van West-IJselmonde)
- Blokweg, naar de tiendblok waarin het rerrein vroeger verdeeld was
- Brabantseplein
- Brabantsestraat
- Bree
- Breeplein
- Breeweg, in de betekenis van brede weg
- Donkerslootstraat, naar de polder gelegen ten noordwesten van de polders Oud- en Nieuw Reijerwaard
- Drentsestraat
- Friesestraat
- Groene Hilledijk, naar de hillen (buitendijkse door water omringde gronden) van Katendrecht
- Groningerstraat
- Hendrick Croesinckstraat, naar een van de voornaamste ingelanden van de Varkenoordse polder in de tweede helft van de 16e eeuw
- Hilledijk
- Hillevliet
- Hollandsestraat, naar de provincies Noord- en Zuid-Holland
- Immobilialaan, naar de maatschappij die deze straat heeft aangelegd
- Immobiliastraat
- Janne Bouwensstraat, naar een van de voornaamste ingelanden van de Varkenoordse polder in de tweede helft van de 16e eeuw
- Kegelstraat
- Klosstraat, naar het niet meer gespeelde klosspel
- Kokerstraat, naar de door de oude Germanen gebruikte pijlkoker
- Laantjesweg, afgeleid van De Laantjes een buurtje met arbeiderswoningen uit 1890
- Limburgsestraat
- Maliestraat
- Noordpolderstraat
- Overijselsestraat
- Pantserstraat
- Polderlaan, naar de voormalige Hillepolder
- Polderstraat
- Putselaan, naar de Heerlijkheid Putten
- Putsestraat
- Randstraat
- Randweg, de buitenrand van een stratencomplex
- Riederlaan, naar de Riederwaard
- Riederstraat
- Schildstraat
- Slaghekstraat, naar de slaghekken van de vroegere spoorwegovergang
- Stichtseplein, naar de provincie Utrecht vroeger Het Sticht genoemd
- Strijensestraat
- Utrechtsestraat
- Van Haeftenstraat, naar Guihelmijne van Haeften, eega van Walraven van Brederode en mede-eigenares van de grondheerlijkheid Charlois
- Van Malsenstraat, naar Huybrecht van Malsen, naar een van de voornaamste ingelanden van de Varkenoordse polder in de tweede helft van de 16e eeuw
- Vlasakkerstraat, naar het tiendblok Vlasblok in de polder West-Varkenoord en Karnemelksland
- Walravenstraat, naar Walraven van Brederode, naar een van de voornaamste ingelanden van de Varkenoordse polder in de tweede helft van de 16e eeuw
- Wapenstraat
- Vredesplein, naar de moskee; vrede is in het Arabisch essalaam
- Westerbeekstraat, naar het tiendblok Westerbeekblok in de polder West-Varkenoord en Karnemelksland
- West-Varkenoordseweg
- Wielerstraat, naar de wielersport
- Zaadakkerstraat, naar het tiendblok Het Zaadblok in de polder West-Varkenoord en Karnemelksland
- Zeeuwsestraat, naar de provincie Zeeland (provincie)
- Zuidpolderstraat

#### Vreewijk(3075)
De naam Vreewijk zou een rustige, vredige omgeving moeten suggereren. De straatnamen in deze wijk herinneren aan het voormalige landelijk karakter.
- Achterdonk
- Albertus de Voogtstraat
- Berkendaal
- Beukendaal
- Blekerslaan, genoemd naar de eigenaars van bleekweiden
- Bloemenlaan
- Blokland, een door een sloot of heining afgesloten stuk land
- Bollenland, grond waarop bloembollen worden gekweekt
- Bongert, naar de boomgaarden die hier stonden voor de verbouwing (spelling is volgens Van Dale 'bongerd'
- Boogjes, een in een boog lopende straat
- Bredehof, verwijst naar de boerenhofsteden in Tuindorp De Vaan
- Bree, breed
- Breeplein
- Breeweg
- Brink
- Brinkpoort
- Clingendaal, een clinge is een hoogte waarop geen gras groeit
- Colosseumweg, naar het voormalige bioscooptheater aan de Beijerlandselaan
- Cor Ditewegstraat
- Dalweg
- Dennendaal
- Disselstraat
- Donk
- Dordtsestraatweg
- Dreef
- Egstraat
- Eiberpad
- Eikendaal
- Elzendaal
- Enk, naar het ontgonnen gedeelte van de hei in de directe omgeving van een dorp
- Frankendaal, een oude buitenplaats ten Z.O. van Amsterdam
- Frits Touwstraat
- Geitenkamp, herinnert aan de vroegere veeteelt in dit gebied
- Grift, een gegraven watergang, kanaal of vaart
- Groene Hilledijk
- Groenezoom
- Hazenakker, herinnert aan het vroegere rijke jachtgebied
- Heggepad, naar de struiken, die vroeger in deze omgeving langs de weg groeiden
- Hogehof, verwijst naar de boerenhofsteden in Tuindorp De Vaan
- Hovendaal, naar de boerenhoven in dit gebied voor de bebouwing
- Iependaal
- Jagerslaan
- Jan Kleingeldstraat
- Jan van Weeldenstraat
- Jean Jonxistraat
- Kastanjedaal
- Klaphek, een schuin afgesteld scharnierend hek, dat door eigen gewicht dichtvalt
- Korte Kromhout, kromhout is krom gegroeid hout
- Kortedreef, een dreef is een landweg voor particulier gebruik
- Kortewelle, welle betekent hier bron
- Kouterstraat, een kouter is een ploegijzer
- Krielerf, een kort (kriel) straatje
- Langegeer, een gerend land loopt schuin toe. Deze lange singel is een restant van de vliet die de grens vormde tussen de polders Varkenoord en Karnemelksland, na 1895 ook de grens tussen de gemeenten Charlois en IJsselmonde
- Langewelle, welle betekent hier bron
- Lede, lede betekent watering
- Lentewei
- Leo Lashleylaan
- Lichtegaard, zou een zonnige tuin betekend hebben
- Lindendaal
- Maarland, betekent moerasland
- Manpad
- Mare, een mare is een moeras
- Meiendaal, meien zijn bloeiende takken
- Meiland, een andere benaming voor meidoornland
- Melkpad, herinnert aan de hier vroegere veeteelt
- Molenwei
- Olmendaal
- Paasweide, een weide waarop vroeger het paasvuur werd ontstoken
- Pinksterweide, een weide waarop vroeger het pinkstervuur werd ontstoken
- Ploegstraat
- Reepstraat, werktuig voor de vlasbereiding
- Reigerpad
- Reineveld, was vroeger een veld of akker, afgezet met palen
- Rondewei
- Rozegaarde
- Sandelingplein, naar het Sandeling- of Adriaan Pietersambacht in de Zwijndrechtse Waard
- Schaarweide, een schaarweide is een gemeenschappelijke weide
- Schoepstraat, landbouwgereedschap korenschop
- Sikkelstraat
- Slag, betekende vroeger weg of (wagen)spoor
- Smalleweer, weer betekent hier 'waard'; smalleweer komt voor als een smalle strook land
- Smeetslandsedijk, naar de polder Smeetsland
- Sparrendaal, ook een buitenplaats in Driebergen
- Strevelsweg, naar het gehucht Strevelshoek in de Zwijndrechtse Waard
- Struweel
- Tiengeburen, betekent hier een kleine straat
- Treek, naar een landgoed bij Leusden
- Vaarzeveld, een vaars is een jonge koe
- Valkeniersweg
- Veldstraat, bouwland of -veld
- Vinkenbaan, naar een terrein, ingericht om vinken te vangen
- Vonder, een vonder of vlonder is een klein bruggetje
- Voorde, een doorwaadbare plaats of overtocht
- Voordonk
- Vorkstraat, naar hooivork of mestvork
- Vossepad, verwijst naar de vossenjacht
- Wed, een wed is een water, zoals een paardenwed bij de stadspoort: een ondiepe plaats in de gracht waar paarden konden drinken
- Weimanspad, een weiman is een jager
- Weimansweg
- Weipad, naar de vroegere weilanden in deze wijk
- Weipoort
- Welleplein, een welle is een bron
- West-Varkenoordseweg, naar de polder Varkenoord
- Wijdehof, verwijst naar de boerenhofsteden in Tuindorp De Vaan
- Wildbaan, een wildbaan is een in een gebied met wild afgescheiden stuk grond voor jagers
- Wildzang, naar de zang van vogels in het wild
- Wilgeweerd, een stuk land aan of in het water begroeid met wilgen
- Wolvepad, herinnert aan de jacht op wolven
- Zaailand, een stuk grong, geschikt om bezaaid te worden
- Zeisstraat
- Zonnehof, verwijst naar de boerenhofsteden in Tuindorp De Vaan
- Zuideras
- Zuiderziekenhuisstraat

### IJsselmonde

#### Lombardijen(3076)
- 1e Opbouwstraat, herinnert aan de opbouw van de semi-permanente woonwijk in de polder Dirk Smeetsland en Mr. Arend van der Woudensland
- 2e Opbouwstraat
- Aesopusplaats
- Aesopusviaduct
- Anthony Tijkenstraat, schout en secretaris van Oost-IJsselmonde in de 18e eeuw
- Ariostohof, naar Ariosto van Pella, joods-christelijke schrijver uit de 2e eeuw
- Aristotelesstraat
- Augustinusstraat
- Bergsonstraat
- Berkenwoudestraat
- Bierens de Haanweg
- Bijenpark, het op 11 april 1959 geopende park van de Vereniging tot bevordering der bijenteelt in Nederland, afd. Rotterdam
- Bollandstraat
- Bolnesstraat
- Cartesiusstraat
- Catullusweg
- Cervantesstraat
- Cicerostraat
- Clement Tolstraat, hoogheemraad van de polder Dirk Smeetsland en Mr. Arend van der Woudensland (1780-1787), heemraad van het ambacht Oost-IJsselmonde (1798), raadslid van IJsselmonde (1812-1813)
- Corneillestraat
- Dantestraat
- De Lamartinestraat
- De Mussetstraat
- Dickensstraat
- Diogenesstraat
- Dirk Muijsstraat, aannemer(1872-1931), indiener van een niet uitgevoerd plan tot bebouwing van de polder Dirk Smeetsland en Mr. Arend van der Woudensland
- Dirk Smeetslaan, de inpoldering van de polder Dirk Smeetsland is aan hem toegeschreven
- Du Perronstraat
- Dumasstraat
- Elsschotstraat
- Epicurusstraat
- Fichtestraat
- Fontenellestraat
- Georg Hegelstraat
- Goldonistraat
- Gorgiashof
- Guido Gezelleweg
- Hemsterhuisstraat
- Herweijerstraat, naar Jacob Herweijer (1892-1942), secretaris van IJsselmonde (1917-1942)
- Heymansstraat
- Hippiashof
- Homerusplein
- Homerusstraat
- Horatiusstraat
- Hordijkstraat
- Immanuel Kantstraat
- Jacob Vrijstraat, (1873-1934) bouwer van de huizen in deze straat. Voormalig slager in Nieuw-Helvoet; later verrichtte hij boringen naar brongas op de Zuid-Hollandse Eilanden
- Jan Vrijlandtsingel, (1867-1958) dijkgraaf van de polder Dirk Smeetsland en Mr. Arend van der Woudensland (1899-1942)
- Karl Marxstraat
- Kierkegaardstraat
- Kinderdijkstraat
- Kiplingstraat
- Kooiwalweg liep vroeger door een moerassig gebied waarin zich veel eendenkooien bevonden, die meestal omringd werden door een dijkje of wal
- Kritostraat, vriend van de Griekse wijsgeer Socrates
- La Fontainestraat
- Laagjes, naar de voormalige polder De Laagjes
- Laagjesweg
- Leopardistraat
- Liviusstraat
- Lorcastraat
- Maeterlinckweg
- Marsmanstraat
- Menanderstraat
- Menno ter Braakstraat
- Miltonstraat
- Molenvliet, naar de in 1918 door een stoomgemaal vervangen molens in deze omgeving
- Molièreweg
- Mr Arend vd Woudenslaan was dijkgraaf van Katendrecht die omstreeks 1460 betrokken was bij de bedijking van de gronden onder Charlois
- Nietzschestraat
- Ogierssingel, naar Ogier van Cralingen, ambachtsheer van Oost-IJsselmonde tegen het einde van de 13e eeuw
- Ovidiusstraat
- Ovinkstraat, naar Bernhard Jan Hendrik Ovink (1862-1944), wijsgeer
- Pascalweg
- Petrarcastraat
- Pirandellostraat
- Platostraat
- Plautusstraat
- Pliniusstraat, verwijzend naar zowel Plinius de Oudere als Plinius de Jongere
- Plotinusstraat
- Pythagorasweg
- Racinestraat
- Ramaerstraat, naar Johan Christoffel Ramaer (1852-1932), inspecteur-generaal van Rijkswaterstaat en geograaf
- Ridderkerkstraat
- Rousseaustraat
- Sapphostraat
- Schopenhauerweg
- Scottstraat
- Slikkerveerstraat
- Smeetslandsedijk
- Socratesstraat
- Solonpad
- Sophoclesstraat
- Spinozaweg
- Stuart Millpad
- Stuart Millstraat
- Swiftstraat
- Tacitusstraat
- Tassopad
- Terentiusstraat
- Theo Verhaarveld
- Thomas a Kempisstraat
- Tibullushof
- Van de Woestijnestraat
- Van Langendonckstraat
- Vergiliusstraat
- Voltairestraat
- Zenostraat

#### Oud-IJsselmonde/Stadion(3077)
- Adriaan Kooningsstraat
- Aldendrielpad
- Alerdincksingel
- Ambachtsheerstraat
- Ampsenland
- Amstenradehoek
- Arcenstraat
- Bankwerkerstraat
- Bas Paauwestraat
- Beesdestraat
- Benedenrijweg
- Benedenstraat
- Bertus Bulstraat
- Beverwaardseweg
- Biljoenstraat
- Blancefloerstraat
- Bleyenbeekstraat
- Blitterswijkstraat
- Bolnesserkade
- Bolnesservliet
- Borgharensingel
- Boterdiep
- Bouvignepad
- Bovenstraat
- Boxbergenstraat
- Brandaanstraat
- Brecklenkampstraat
- Burgemeester van Slijpelaan
- Cadetstraat
- Cannenburchstraat
- Cantecleerpad
- Carsveldstraat
- Charles Binghamweg
- Coendersborchdam
- Coen Moulijnweg (voor mei 2011 heette deze weg de Marathonweg)
- Contenderstraat
- Cor Kieboomplein
- Cortenbachsingel
- Cranendonckweg
- Croystraat
- De Haerestraat
- De Merodestraat
- Deurnesingel
- Dierenstraat
- Dijkgraafstraat
- Dijkje
- Dijkmeesterpad
- Dijkwachtsingel
- Doorwerthstraat
- Duinbekedam
- Eckartstraat
- Edo Bergsmaweg
- Ehrensteindam
- Eijsdenstraat
- Elegastpad
- Ferguutpad
- Finnjolstraat
- Fleringenstraat
- Flying Dutchmanstraat
- Gaardermeesterweg
- Geeresteinstraat
- Geldroperf
- Gemertwal
- Genhoeserf
- Geullestraat
- Goedenraadweg
- Graze Weitje
- Grenenplein
- Griseldestraat
- Groeninx van Zoelenlaan
- Gronsvelderf
- Hackfortdam
- Hamerdenstraat
- Hannekemaaierweg
- Heeswijkdam
- Henkenshagewal
- Herinckhavestraat
- Hernenpad
- Hillenraadstraat
- Hindersteinstraat
- Hoendiep
- Hoensbroeksingel
- Hoevelakensingel
- Hof van Zuilenstein
- Hornetstraat
- Houdringeweg
- Hunenborgplantsoen
- IJsselmondsehoofd
- IJzerwerkerkade
- Ingelandpad
- Jan Pettersonstraat
- Kameraarstraat
- Kasteelweg
- Kees Pijlstraat
- Keppelland
- Keverborgstraat
- Klinkerstraat
- Koenraad van Zwabenstr
- Kolibristraat
- Koninginneweg
- Koperslagerstraat
- Korte Stadionweg
- Kreeksehaven
- Laarwoudpad
- Lanceloetpad
- Landfortstraat
- Limbrichthoek
- Loevesteinsingel
- Loowaerdstraat
- Lunenburgdam
- Mahoniestraat
- Marathonweg. Deze weg krijgt de naam Coen Moulijnweg
- Maurickerf
- Medlerpad
- Meezenbroekstraat
- Menkemaborgstraat
- Merantistraat
- Merbaustraat
- Merlijnpad
- Mistralstraat
- Moermondstraat
- Moersbergenplein
- Molecatensingel
- Montfoortverloop
- Neercanneplaats
- Nemelaersingel
- Nijenrodeplaats
- Nijenrodeweg
- Nyswillerpad
- Olympiaweg
- Onsteinpad
- Oostdijk
- Optimiststraat
- Oude IJsselmondsehoofd
- Oude Watering
- Peellandstraat
- Pelmolenstraat
- Percevalweg
- Piet Smitkade
- Poldermeesterstraat
- Prattenburgplein
- Puck van Heelstraat
- Radboudplein
- Regenboogkade
- Reinoutpad
- Reitdiep
- Rhijnauwensingel
- Rijckholterf
- Roelantweg
- Rossumpad
- Ruitenborghstraat
- Saladijnpad
- Sandenburgbaan
- Schaesbergstraat
- Schaloenstraat
- Schinnenbaan
- Sevenaerstraat
- Sijpesteinstraat
- Singravenplein
- Slangenburgerf
- Slangenburgplein
- Slangenburgweg
- Sluismeesterstraat
- Soetentijtstraat
- Solingstraat
- Spankerstraat
- Stadionweg
- Stapelenerf
- Starstraat
- Sterkenburgsingel
- Strijdhoefdam
- Tempeststraat
- Ter Wormstraat
- Tongelaarweg
- Torecpad
- Tornadostraat
- Toutenburgplantsoen
- Tristanweg
- Turpijnpad
- Twickelerf
- Valkenburgsingel
- Valkhofstraat
- Van Brienenoord
- Van Brienenoordstraat
- Van Zandvlietplein
- Vegastraat
- Verwoldestraat
- Vier Heemskinderenstraat
- Vliekplein
- Vordenpad
- Vosbergendam
- Vosbergenpad
- Waardenburgdam
- Walborgpad
- Waleweinpad
- Warmelostraat
- Weerdesteynstraat
- Weldamsingel
- Westerflierstraat
- Wickenburgstraat
- Wijenburgsingel
- Wolfraathstraat
- Zuiddiepje
- Zuiddiepjeskade
- Zwijnsbergenweg

#### Groot-IJsselmonde

##### Postcode 3078
- Abrikozentuin
- Adriaan de Jongstraat
- Adriaan Volkerlaan
- Adriaen Janszpad
- Adriaen Janszstraat
- Adriaen Mijnlieffstraat
- Ansfridusstraat
- Appeltuin
- Arabische tuin
- Arie Salystraat
- Arresleestraat
- Atletiekstraat
- Backershagen
- Bessentuin
- Bichon van IJsselmondeln
- Boogschutterstraat
- Bramentuin
- Buitendijk
- Burgemeester Hazenberglaan
- Burgemeester Molenaarstraat
- Burgemeester Speelmanhof
- C.D.Tuinenburgstraat
- Chinese Tuin
- Cornelis Heinricksestr
- Cornelis van Rijstraat
- Dadeltuin
- Darinckdelversstraat
- Dirk de Lijsterstraat
- Discusstraat
- Druiventuin
- Dwarsdijk
- Elfstedenstraat
- Estafettestraat
- Floretstraat
- Fop van Drielstraat
- Frambozentuin
- Gijsbert Steenhoekstraat
- Golfstraat
- Grienderwaard
- Groene tuin
- Groeninx van Zoelenlaan
- Grote Hagen
- Guldenwaard
- Hendrik Lansbergenstraat
- Hendrik van Winkelhofstr
- Hengelstraat
- Herenwaard
- Hilswindestraat
- Hingmanstraat
- Hockeystraat
- Hollands Tuin
- Hooghagen
- Indische tuin
- Islemundapad
- Islemundastraat
- Jan Dammassestraat
- Jan Kooymanstraat
- Jan Trooststraat
- Jean de Meijstraat
- Johan in 't Veltstraat
- Kalverhagen
- Kampeerstraat
- Keizerswaard
- Koninginneweg
- Kraaijeveldstraat
- Kreekkade
- Kromme Hagen
- Kruidentuin
- Kruisherenstraat
- Laaghagen
- Lampsinsstraat
- Leendert Sparreboomstr
- Leeuwenhagen
- Leyerwaard
- Lotustuin
- Maarschalkerwaard
- Maliebaan
- Middenhagen
- Mirretuin
- Moerbeituin
- Morellentuin
- Noorder Kerkedijk
- Noorderhagen
- Notenhagen
- Oldenhagen
- Olympiaweg
- Oosterhagen
- Oosterse tuin
- Palmentuin
- Perentuin
- Pieter Woutersestraat
- Prinsenplein
- Pruimentuin
- Ravenswaard
- Rugbystraat
- Ruigewaard
- Simon Huyserstraat
- Spitsenhagen
- Sportlaan
- Sportsingel
- Stadionlaan
- Stadionweg
- Stadshagen
- Steenhagen
- Streijenhagen
- Taselaarstraat
- Tennisstraat
- Tiesselinswaard
- Triathlonstraat
- Turkse tuin
- Turnstraat
- Van Hardenbroekstraat
- Van Lieshoutstraat
- Van Wijngaardenlaan
- Veldloopstraat
- Vruchtentuin
- Wagtendonkpad
- Wagtendonkstraat
- Wanninkhagen
- Wielrenstraat
- Zuiderhagen
- Zuiderhelling

##### Postcode 3079
- Aalsdijk
- Achterkreek
- Akkeroord
- Akselsekreek
- Appeldijk
- Averdijk
- Baarschootsekreek
- Bandeloodijk
- Batavenoord
- Bazeldijk
- Bergambachtstraat
- Bergoord
- Bermdijk
- Biezenkreek
- Blesdijk
- Bommelerwaard
- Bredenoord
- Breudijk
- Brittenoord
- Bronsdijk
- Dalenoord
- Driedijk
- Elzenoord
- Emelissedijk
- Endeldijk
- Erfdijk
- Frankenoord
- Friezenoord
- Ganzenoord
- Gouderakstraat
- Grenskreek
- Grote Kreek
- Haagoord
- Haastrechtstraat
- Hazendijk
- Heindijk
- Hekendorpstraat
- Herenoord
- Hinkelenoord
- Hordijk
- Huigendijk
- Huniadijk
- Huniahof
- Keltenoord
- Kerstendijk
- Kimbrenoord
- Klamdijk
- Kleine Kreek
- Koppeldijk
- Korendijk
- Kouwenoord
- Krabbekreek
- Kreekpad
- Kreekplein
- Kreileroord
- Krommenoord
- Leppedijk
- Lodijk
- Lopikstraat
- Maasstadweg, naar de nieuwe locatie van het Maasstad Ziekenhuis
- Meerdijk
- Molgerdijk
- Nieuwenoord
- Noormannenoord
- Notenoord
- Nudenoord
- Oenerdijk
- Oldenoord
- Olympiaweg
- Omloopdijk
- Onzenoord
- Optenoord
- Peitkreek
- Pietersdijk
- Prinsendijk
- Quadenoord
- Rekerdijk
- Reyerdijk
- Rhederoord, naar een landgoed
- Riekeroord
- Rijkenswaard
- Ruigoord
- Ruimersdijk
- Saxenoord
- Schalkeroord
- Schelmeroord
- Schoordijk
- Schuilingsoord
- Sluiskreek
- Smeetslandseweg
- Spinozaweg
- Spuikreek
- Stolwijkstraat
- Stormerdijk
- Susannadijk
- Thamerdijk
- Tielerwaard
- Tonnekreek
- Tubantenoord
- Tulpenoord
- Valkreek
- Veenoord
- Vegelinsoord
- Velgersdijk, naar de Polder Velgersdijk
- Vikingoord
- Vudijk
- Wateroord
- Wendeldijk
- Wester Hordijk
- Wilbertoord
- Zandkreek
- Zevenbergsedijkje
- Zevenoord
- Zuider Kerkedijk

### Charlois

#### Tarwewijk(3081)
- Bas Jungeriusstraat, naar Bas Jungerius (1821-1898), dijkgraaf van de polder Charlois.
- Blankenburgstraat, B&W 29 juli 1927, naar dorp en polder Blankenburg
- Boelstraat, naar Gijsbert Maertenszoon Boel, schepen van Charlois in het begin van de 18e eeuw.
- Bonaventurastraat, naar Bonaventura ofwel Giovanni di Fidanza (1221 - 15 juli 1274), een franciscaanse theoloog.
- Borselaarstraat, B&W 19 augustus 1902, naar Adriaan en Cornelis van Borssele, die daar grond verkregen op 13 augustus 1529.
- Brielselaan, B&W 7 maart 1900, naar Brielle
- Cillershoekstraat, naar Cillaarshoek, een buurtschap in de gemeente Strijen
- De Manstraat, naar Dirk de Man, ambachtsheer van Charlois van 1773 tot 1784
- Den Hertigstraat, naar de familie Den Hertig, die van 1748 tot 1782 eigenaar was van de ambachtsheerlijkheid Charlois
- Doklaan, B&W 7 maart 1900, naar de bijgelegen Dokhaven, waarvan het graven in 1881 werd aanbesteed.
- Dordtselaan, naar Dordrecht
- Geervlietstraat, naar de gemeente Geervliet, nu deel uitmakend van de gemeente Nissewaard
- Gaesbeekstraat
- Gerststraat
- Groepstraat
- Heenvlietstraat, naar de gemeente Heenvliet, nu deel uitmakend van de gemeente Nissewaard
- Heinenoordstraat
- Hekelingenstraat
- Hellevoetstraat, naar Hellevoetsluis
- Hoogvlietstraat, naar de huidige deelgemeente Hoogvliet
- Katendrechtse Lagedijk
- Maasdamstraat
- Maashaven Zuidzijde
- Maastunnelplein, naar de Maastunnel
- Mijnkintstraat, naar Cornelis Rokusz Mijnkint, schepen van Charlois in het begin van de 18de eeuw
- Mijnsherenlaan en Mijnsherenplein, naar Mijnsheerenland, dorp in de gemeente Binnenmaas
- Millinxstraat, naar Jan Millinx, een van de eigenaren van het tiendblok Millinxblok in de Hillepolder
- Moerkerkeplein en Moerkerkestraat, naar ridder Lodewijk van Praet van Moerkerken, die de polder liet aanleggen waarin Mijnsheerenland ligt
- Pleinweg
- Polslandstraat
- Puttershoekstraat
- Rijsoordpad
- Rijsoordstraat
- Roggestraat
- 's-Gravendeelstraat
- Speltstraat
- Spijkenissestraat
- Spruytstraat
- Stoppelstraat
- Tarwestraat
- Van Onselenstraat, naar Hendrik van Onselen, schepen van Charlois in de 2e helft van de 18de eeuw
- Verschoorstraat, naar Pietertje Verschoor, ambachtsvrouwe van Charlois van 1731 tot 1741
- Voetjesstraat, naar Jacob Jansz Voetjes, schepen van Charlois in het begin van de 18de eeuw
- Wevershoekstraat
- Wieldrechtstraat
- Wolphaertsbocht, B&W 7 maart 1900, naar Wolphaert Jansz. Dit was een van de mannen, die in 1410 van de heer van Putten verlof kregen om Katendrecht te bedijken. Samen met Jan Wolphaertsz. werd hij tevens tot ambachtsheer aangesteld.
- Wuysterstraat, naar Dirk Aertsz Wuyster, schepen van Charlois in het begin van de 18de eeuw
- Zwartewaalstraat

#### Oud-Charlois(3082)
- Aalscholverstraat
- Akkermanstraat, B&W 22 mei 1916, naar familie die ter plaatse een boerderij had.
- Albatroslaan
- Arendsweg, B&W 12 april 1929
- Bakkerstraat, B&W berusten op 30 december 1902 in de door de gebroeders Bakker, bouwondernemers, zelf gegeven naam.
- Barendregtstraat, naar een ambachtsheer die Barendregt heette.
- Boergoensestraat, B&W 7 maart 1900, naar Bourgondië
- Boergoensevliet, B&W 7 maart 1900, idem
- Boomkleverstraat
- Bouwmanstraat, B&W 22 mei 1916, naar familie die ter plaatse een boerderij had.
- Charloisse Kerksingel, deze singel komt in het begin van de 17e eeuw reeds officieel voor als Kerksingel.
- Clemensstraat, B&W 7 maart 1900, naar Sint Clemens, aan wie ook de kerk van Charlois gewijd is. Deze heilige was paus Clemens I, †ca. 100 na Chr., die onder keizer Trajanus de marteldood stierf.
- De Quackstraat, B&W 7 maart 1939, naar Polder 'De Quack' in het westen van het eiland Voorne-Putten. De polder werd in 1475 door Karel de Stoute ter bedijking uitgegeven aan Kornelis Gillissen c.s.
- Doklaan, B&W 7 maart 1900, naar de bijgelegen Dokhaven, waarvan het graven in 1881 werd aanbesteed.
- Dokstraat, B&W 11 december 1900, naar de bijgelegen Dokhaven.
- Dorpsweg, B&W 21 mei 1895. Vóór de annexatie van Charlois in 1895 werd de weg Katendrechtse weg genoemd.
- Frans Bekkerstraat, B&W 7 maart 1900, naar Frans Bekker (Delfshaven 1826 - Charlois 1894). Dijkgraaf van de oude polder Charlois en lid van de gemeenteraad.
- Fuutstraat, B&W 28 januari 1949
- Gouwstraat, vanaf ca. 1684 wordt in de transportregisters van Charlois een Gouwestraat vermeld. Waarschijnlijk moet deze naam in verband worden gebracht met de familie Gouwerjaen (Goudriaan), die daar vroeger land en huizen bezat.
- Grondherendijk, B&W 21 mei 1895 (ook wel "Grondheerendijk"), naar de grondheren van Charlois. Voor 1895 droeg de Grondherendijk de naam "Hoogen Dijk".
- Grondherenstraat, B&W 7 december 1906, naar de grondheren van Charlois.
- Gruttostraat
- Habsburgstraat, 11 december 1900, naar het huis Habsburg, dat over de Nederlanden heeft geregeerd.
- Huismanstraat, B&W 22 mei 1916, naar familie die ter plaatse een boerderij had.
- Jaersveltstraat, naar Staes Dircksz. van Jaersvelt, schepen in de 17e eeuw.
- Kaatsbaan, volgens de gemeente een open plein voor de kerk in Charlois, waar gekaatst werd. Discutabel, omdat de Kaatsbaan schuin omhoog loopt van de Charloisse Kerksingel naar de Grondherendijk
- Karel de Stouteplein
- Karel de Stoutestraat
- Katendrechtse Lagedijk
- Kromme Zandweg, naar richting en aard van de bodem. Hoewel deze weg voor 1895 Molenweg heette, komt hij blijkens de gemeenteatlas van J. Kuyper uit 1868 reeds onder de naam Kromme Zandweg voor. De naam Molenweg dankte hij aan de korenmolen, die sinds 1799 aan deze weg staat.
- Kwartelstraat
- Landmanstraat
- Maastunnelplein
- Maximiliaanstraat
- Mezenhof
- Mezenstraat
- Nachtegaalplein
- Nachtegaalstraat
- Natersweg, B&W 7 maart 1939, naar het Naters- en Sint Pancrasgors op het eiland Voorne-Putten.
- Nieuwenhoornstraat
- Oostvoornsestraat
- Oudenhoornstraat
- Pendrechtstraat
- Pompstraat
- Portlandstraat, B&W 9 april 1909, naar de meer zuidelijk gelegen polder Portland. In 1683 werd de heerlijkheid Rhoon door Pieter van Duiveland verkocht aan Hans Willem Bentinck, later graaf van Portland. De polder werd in 1741 bedijkt en genoemd naar de ambachtsheer.
- Rhoonstraat
- Rietdijk, Ten noorden van de Robbenoordse polder had men de zogenaamde Riethille. Jan van Almonde en Joris de Bije hadden in 1525 Robbenoord en deze Riethille in pacht. Ze beloofden dit land te bekaden, waaruit de naam voor een gedeelte van de dijk is te verklaren. Een reeds in 1482 genoemd stuk land, 'dat rietblok', zal ook wel in deze buurt gezocht moeten worden.
- Rockanjestraat
- Schilperoortstraat, naar Leendert Gijsbertsz. Schilperoort, schepen in de 17e eeuw.
- Schulpplein
- Slotboomplein, B&W 22 februari 1924, naar de boerderij 'de Slotboom', die op de hoek van de Katendrechtse Lagedijk lag. Ze was genoemd naar de Charloisse familie Slotboom. De boerderij was omstreeks 1880 gebouwd en in het begin van de jaren vijftig afgebroken.
- Slotboomstraat, B&W 7 maart 1900, idem
- Spechtstraat
- Sperwerstraat
- Struitenweg, B&W 7 maart 1939, naar de polders 'Oude en Nieuwe Struiten' op het eiland Voorne-Putten.
- Talingstraat
- Van Blommesteynweg, B&W 7 maart 1939, naar mr. Johan Diederik Aegidius van Blommestein, 1849-1927, burgemeester van Charlois, van 1878 tot de annexatie in 1895. De naam is foutief in de straatnaam vermeld.
- Van Dieststraat, B&W 30 januari 1934, naar Edmond van Diest, schout van Charlois, 1658-1690.
- Verboomstraat, B&W 30 januari 1934, Balte Pietersz. Verboom, schout van Charlois 1651-1653.
- Voornsestraat
- Voornsevliet
- Westduelstraat, naar de familie Westduël of Westduyl, die in 1731 in het bezit kwam van de ambachtsheerlijkheid Charlois. Deze familienaam kan in verband worden gebracht met het Westduëlblok, dat evenals het Oostduëlblok reeds in het begin van de 17de eeuw de naam was van een stuk land in de polder Charlois, ten zuiden van de Kromme Zandweg.
- Winterkoningstraat
- Wolphaertsbocht, B&W 7 maart 1900, naar Wolphaert Jansz. Dit was een van de mannen, die in 1410 van de heer van Putten verlof kregen om Katendrecht te bedijken. Samen met Jan Wolphaertsz. werd hij tevens tot ambachtsheer aangesteld.
- Wolphaertshof, B&W 4 november 1994, idem
- Wolphaertstraat, Voor de vereniging van Charlois met Rotterdam droeg de Wolphaertstraat de naam Groote Singel.
- Wulpstraat
- Zaaierstraat, B&W 22 mei 1916, naar familie die ter plaatse een boerderij had. De straat liep ten oosten van de Zuidhoek in Charlois. Bij besluit B&W 7 maart 1939 werd de naam ingetrokken.
- Zegenstraat, B&W 24 september 1926, naar de Zegenpolder onder Rhoon.
- Zuidhoek, Deze weg is zo genoemd omdat ze zuidwaarts van de voormalige sluis te Charlois loopt. Ook de zuidwesthoek van de polder Charlois heette vanouds Zuidhoek.
- Zwaluwstraat

#### Tarwewijk/Zuidplein (3083)
- 1e Carnissestraat, B&W 7 maart 1900, naar het dorp Carnisse in de Riederwaard, verdwenen in 1373 bij de grote overstroming.
- 2e Carnissestraat, B&W 7 maart 1900, idem
- 3e Carnissestraat, B&W 7 maart 1900, idem
- Amelandseplein
- Amelandsestraat
- Batterijstraat, B&W 10 februari 1965, naar het toestel waarin elektrische energie kan worden opgeslagen. De Batterijstraat vormde voordien een onderdeel van het Batterijpad en de Cilinderstraat.
- Bevelandsestraat
- Boerhaavestraat, naar Herman Boerhaave (1660-1738), geneeskundige
- Buizerdstraat
- Carnisselaan, B&W 7 maart 1900, naar het dorp Carnisse in de Riederwaard, verdwenen in 1373 bij de grote overstroming.
- Carnissesingel, B&W 9 augustus 1921, idem.
- Casimirstraat, B&W 15 maart 1963, naar Rommert Casimir, 1877-1957, pedagoog. De straat heette voordien Peelstraat.
- Cilinderstraat
- De Buijserlaan, B&W 7 maart 1900, naar Matthijs de Buijser, tollenaar van Geervliet en volgens concessie van 28 april 1460 een van de eerste grondheren van de polder Charlois.
- Dordtsestraatweg
- Dorpsweg
- Driemorgenstraat, B&W 11 december 1900, deze straat grenst aan een stuk land, dat vanwege zijn grootte bekendstond onder de naam van 'de drie morgen'.
- Dynamostraat
- Ebenhaezerstraat, B&W 7 maart 1900, naar een strook land, gelegen tussen de Katendrechtse Lagedijk en de Kievitswetering, dat bekendstond onder de naam Eben-Hazer.
- Eksterstraat
- Fazantstraat
- Flakkeesestraat, B&W 23 december 1938
- Goereesestraat, B&W 23 december 1938
- Gooilandsingel, naar Het Gooi, landstreek in Noord-Holland
- Gruttostraat
- Jan Ligthartstraat
- Katendrechtse Lagedijk
- Klaverstraat
- Korhaanstraat
- Kruizemuntstraat
- Lepelaarsingel
- Maastunnelplein
- Madeliefstraat
- Markerstraat
- Meerkoetstraat
- Meester Arendstraat, B&W 7 maart 1900, naar Mr. Arent Jacobsz. van der Woude, een van de eerste grondheren en bedijkers van de polder Charlois. Reeds in 1444 ontving hij van de heer van Putten het Wensveen om dat te bedijken. In 1460 was dit gebied dan ook reeds bedijkt en bekend onder de naam Mr. Arendsland of het Nieuweland, tegenover Dirck Smeetsland of het Oudeland. Ook noemde men het wel Nieuw-Katendrecht, tegenover Jacob Potsland of Oud-Katendrecht.
- Meierijstraat
- Metroplein, ligt vlak bij metrostation Zuidplein
- Mijnsherenlaan, naar Mijnsheerenland, dorp in de gemeente Binnenmaas
- Montessoriweg, naar Maria Montessori (1870-1652), Italiaans arts en pedagoog, grondlegster van het montessorionderwijs
- Motorstraat
- Pleinweg
- Quintstraat, B&W 7 maart 1900, Deze straat was bij de aanleg de vijfde (quinto) dwarsstraat van de Katendrechtse Lagedijk, gerekend van de Carnisselaan.
- Robbenoordplein
- Roerdomplaan
- Roodborststraat
- Sallandweg
- Schoklandsestraat
- Sternstraat
- Strevelsweg
- Tandwielstraat
- Tapuitstraat
- Terschellingsestraat
- Texelsestraat
- Twentestraat
- Urkersingel
- Utenhagestraat, naar Ysbrant Uyttenhage, een van de grondheren van Charlois.
- Vaanweg, naar De Vaan, voormalige boerderij aan de Dordtsestraatweg
- Van Eversdijckhof, B&W 13 juni 1956, naar Anthonie Michelsz. van Eversdijck, in de 15e eeuw grondheer van Charlois.
- Van Eversdijckstraat, B&W 21 februari 1928, idem.
- Van Oestendestraat
- Van Swietenlaan
- Walchersestraat, B&W, 23 december 1938
- Wevershoekstraat
- Wielewaalstraat
- Wieringerstraat
- Wolphaertsbocht, B&W 7 maart 1900, naar Wolphaert Jansz. Dit was een van de mannen, die in 1410 van de heer van Putten verlof kregen om Katendrecht te bedijken. Samen met Jan Wolphaertsz. werd hij tevens tot ambachtsheer aangesteld.
- Zandblokstraat
- Zuiderterras
- Zuidplein
- Zuidplein Hoog

#### Zuidwijk/Pendrecht/Wielewaal(3084)
- Aarnoudstraat, naar een Germaanse jongensnaam
- Ahoyweg
- Aploniastraat, naar de Aploniahoeve, gelegen aan de Charloisse Lagedijk
- Brammertstraat, naar een veel voorkomende voornaam in Drenthe
- Brigittastraat, naar een oude Germaanse meisjesnaam
- Carnissedreef, naar het dorp Carnisse in de Riederwaard, verdwenen in 1373 bij de grote overstroming.
- Carnissesingel, B&W 9 augustus 1921, naar het dorp Carnisse in de Riederwaard, verdwenen in 1373 bij de grote overstroming.
- Charloisse Lagedijk
- Dorpshof
- Dorpslaan
- Driemanssteeweg, naar de gelijknamige boerderij, die heeft moeten plaatsmaken voor het industrieterrein
- Eelkmanstraat, naar een Germaanse jongensnaam
- Eilertstraat, naar een Germaanse jongensnaam
- Gerlindestraat
- Godschalkstraat, naar een Germaanse jongensnaam
- Groene Kruisweg
- Hansweertstraat
- Korperpad, naar de korpers die in de polderwatering van Charlois gevangen werden
- Korperweg
- Krabbendijkestraat
- Kromme Zandweg
- Maeterlinckweg
- Marjoleinstraat, meisjesnaam
- Mathildestraat
- Melchertstraat, naar een oude Friese jongensnaam
- Minkestraat, naar een oude Germaanse meisjesnaam
- Oldegaarde, naar de Dwingeloose havezate Oldengaerde
- Pendrechtseweg
- Roerdomplaan
- Rollostraat, een oude Germaanse jongensnaam
- Schulpweg
- Slinge, naar de Groenlose Slinge
- Smitshoekseweg
- Tacostraat, naar een oude Friese jongensnaam
- Vaanweg
- Warmoldstraat, naar een oude Germaanse jongensnaam
- Wigboldstraat, naar een oude Germaanse jongensnaam
- Zanglijsterstraat
- Zuiderparkplein
- Zuiderparkweg

#### Zuidwijk(3085)
De straten in deze wijk zijn voornamelijk ontleend aan vroegere of nog bestaande landgoederen, kastelen of oude namen van Nederlandse plaatsen.
- Aldenkamp
- Almstein, voormalig kasteel tussen Eemkerk en Almkerk aan de rivier de Alm; verdwenen in de Sint-Elisabethsvloed (1421)
- Angelslo
- Angerestein, landgoed aan de Velperweg te Arnhem
- Arkestein
- Asterlo, de oude naam van Heiligerlee in Groningen
- Averkamp
- Averlo
- Bareveld
- Benneveld
- Bentelo
- Berkenstein, landgoed in de Laagte van Pijnenburg bij Maartensdijk
- Beumershoek, buurtschap bij Raalte
- Bevervoorde
- Biezeveld
- Binkhorst
- Blankershoek, de zuidoosthoek van Walcheren
- Bodelo, een heerlijkheid op de plaats van het huidige Bodegraven
- Boekenrode, buitenplaats tussen Vogelenzang en Bloemendaal
- Boekenstein, buitenplaats in 's-Gravenland
- Bornerveld, heideveld bij Borne
- Bredevoorde, een voormalig kasteel bij Bredevoort
- Brekelsveld, naar het Brekeldveld, een stuk land nabij Rijssen
- Britsenburg, onjuiste spelling van Brittenburg
- Bronkhorst, naam Kasteel Bronkhorst (Gelderland)
- Buddenkamp, fantasienaam
- Buurkamp, het huis Buur(s)kamp nabij Zetten
- Dalingkamp, fantasienaam
- Denenburg, dorp in het Land van Ravestein
- Diepenhorst, naar Oudeland van Diependorst
- Dommelrode, naar Kasteel Dommelrode
- Doornenburg, naar Kasteel Doornenburg
- Drakenburg
- Drakenstein
- Eigelhorst, fantasienaam
- Ekelenburg, landgoed bij Oldebroek
- Elderslo, oude boerderij bij Rolde
- Ellemare, voormalig dorp en water in Zeeuws-Vlaanderen
- Ellenhorst, fantasienaam
- Elsenhoek, naar de Havezate Elsen
- Elskamp, landgoed bij Raalte
- Emelenkamp, fantasienaam
- Endenburg, oud adellijk huis bij Rijswijk (Gelderland)
- Espelo
- Everlo
- Gildenburg, voormelig kasteel tussen Utrecht en IJsselstein
- Glanerveld, een stuk land bij de Glanerbeek
- Glinthorst, voormalig kasteel bij Barneveld
- Goudestein
- Grijpestein, buitenplaats in Alphen aan den Rijn
- Gruutkamp, fantasienaam
- Gunterstein
- Hagenvoorde
- Harkulo, een gehucht in Salland
- Harseveld, havezate bij Denekamp
- Havikhorst, voormalige havezate bij De Wijk
- Helmveld, duinvallei bij Bloemendaal
- Hesselskamp, naar het dorp Hessel (of Heesselt) bij Opijnen
- Heyenkamp, huis bij Winterswijk
- Hietkamp, huis bij Laren
- Hijkerveld
- Hoenkamp
- Hoenlo, voormalig havezate bij Olst
- Holtkamp, gehucht bij Doetinchem
- Hulkestein
- Hulsterlo
- Iepenrode
- Ilpenstein
- Ipelo, buurtschap bij Enter
- Kapelburg, naar de in de omgeving gelegen boerderij De Kapel, die zijn naam ontleend zou hebben aan een kerkje op deze plaats. Deze straat was voorheen een gedeelte van de Charloisse Lagedijk
- Kapershoek, mogelijk naar de polder Kapershoek (oorspronkelijk Caprixhoek) tussen Geervliet en Spijkenisse
- Karmestein, voormalig kasteel bij Lienden
- Keyenburg, naar het landgoed Den Keyenberg bij Wageningen
- Klaarkamp
- Klinkenburg, een voormalige buitenplaats in Rijnland
- Koekamp
- Kraayenstein, adellijk huis in Loosduinen
- Kranenkamp, adellijk huis ten noordoosten van Apeldoorn
- Kruisvoorde, landgoed bij Twello
- Kulenrode, hofstede in de Meierij van 's-Hertogenbosch (ook wel Culutrode)
- Lakerveld
- Langelo
- Langenhorst, landgoed bij Wassenaar
- Larenkamp, fantasienaam
- Leeuwenhorst
- Leliënstein, buitenplaats bij Eck
- Lemsterhoek, voormalig dorp bij Lemmer
- Lokhorst, voormalig adellijk huis bij Warmond
- Ludenhorst, fantasienaam
- Luntershoek
- Maldenburg, voormalig klooster in het Rijk van Nijmegen
- Meerleveld, vroegere buitenplaats bij Baambrugge
- Menenkamp, een stuk land, gemeenschappelijk gebruikt als weiland of bouwland
- Merxveld, havezate in Vollenhove
- Meyenhage, vroegere buitenplaats in De Bilt
- Middelrode
- Moerveld, gehucht langs de Geul
- Nederhorst
- Nijenburg
- Nutterveld, een gebied bij Nutter
- Oldegaarde, naar de Dwingeloose havezate Oldengaerde
- Palsterkamp, fantasienaam
- Pauwenburg, landgoed in Oranjewoud
- Poelenburg, buurschap in de gemeente Schoorl
- Ravenhorst, landgoed ten noorden van Winterswijk
- Rijnvoorde, buitenplaats bij Neder-Langbroek
- Rodenstein, voormalig adellijk huis in Utrecht
- Roselo, oude naam van het dorp Reusel
- Rosveld, gehucht bij Nederweert
- Rozenkamp, voormalig nonnenklooster in Fivelgo. Hier ligt nu het gehucht Nijeklooster
- Ruigenhoek, buurschap in de gemeente Noordwijkerhout
- Sandeveld, voormalige buitenplaats bij 's-Gravenzande
- Sandhorst, buitenplaats te Wassenaar
- Schakerlo, naar het Hof te Schakerlo, een voormalig adellijk huis op Tholen
- Schammenkamp, fantasienaam
- Schere, een oude havezate in Salland
- Schereplein
- Scherpenhoek, plaats op het Verdronken Land van Zuid-Beveland
- Schoonegge, voormalig adellijk huis aan de Oudegracht in Utrecht
- Schoonveld, stuk land in de buurt van Houten
- Schothorst, landgoed in Hoogland
- Schuilenburg, voormalige hofsteden ten zuiden van Naaldwijk
- Slinge, naar de Groenlose Slinge
- Slingeplein
- Sluzenkamp, fantasienaam
- Smitshoekseweg
- Sprokkelenburg, huis op de Zuid-Lingedijk bij Gorinchem
- Steenvoorde, buitenplaats bij Rijswijk
- Stoutenburg, voormalig kasteel bij Amersfoort
- Tongerlo, adellijk huis in de omgeving van Lichtenvoorde
- Vaarnerkamp, fantasienaam
- Vaerhorst, fantasienaam
- Wildenburg, naar kasteel De Wildenborgh in Vorden
- Zuiderparkweg

#### Pendrecht(3086)
De straatnamen in deze wijk zijn voornamelijk vernoemd naar plaatsen in Zeeland, Zuid-Holland en West-Brabant, die door de watersnoodramp van 1 februari 1953 getroffen werden.
- Abbenbroekweg
- Baarlandhof
- Biezelingeplein
- Bruinissestraat
- Burghsluissingel
- Dinteloordstraat
- Dirkslandhof
- Dirkslandstraat
- Dreischorstraat
- Ellemeethof
- Ellewoutsdijkstraat
- Fijnaartpad
- Geertruidenbergstraat
- Groene Kruisweg
- Halsterenstraat
- Hansweertstraat
- Havenspoorpad, fietspad, aangelegd op de plaats van een oude goederenspoorlijn
- Herkingenstraat
- Hontenissestraat
- Kalverpad, naar de kalveren, die op de weilanden naaste de Charloisse Lagedijk graasden
- Kamperlandsingel
- Kerkwervesingel
- Kloosterzandestraat
- Kortgenestraat
- Krabbendijkehof
- Krabbendijkestraat
- Kruiningenstraat
- Melissantstraat
- Middelharnishof
- Middelharnisstraat
- Nieuw-Vossemeerweg
- Noordgouwepad
- Noordwellestraat
- Oldegaarde, naar de Dwingeloose havezate Oldengaerde
- Ooltgensplaathof
- Ooltgensplaatweg
- Oosterlandstraat
- Ossenisseweg
- Ovezandepad
- Papendrechtstraat
- Plein 1953 naar de watersnood van 1953
- Raamsdonkweg
- Rilland Bathstraat
- Schuddebeursstraat
- Serooskerkestraat
- Sint-Annalandstraat
- Sint-Maartensdijkstraat
- Sliedrechtstraat
- Slinge, naar de Groenlose Slinge
- Sommelsdijkstraat
- Stavenissestraat
- Stellendamhof
- Stellendamstraat
- Tholenstraat
- Tiengemetensingel
- Vlissingenplein
- Wagenbergstraat
- Wemeldingestraat
- Wissekerkestraat
- Yersekestraat
- Zierikzeestraat
- Zijpe

#### Waalhaven-Oost(3087)
- Bijlstraat, naar P. Bijl, bakker te Charlois.
- Bonn en Meeswerf, naar de voormalige scheepswerf van Bonn & Mees
- Charloisse Hoofd
- Dodewaardstraat, B&W 4 december 1956.
- Doklaan, B&W 7 maart 1900, naar de bijgelegen Dokhaven, waarvan het graven in 1881 werd aanbesteed.
- Drutenstraat
- Eekhoutstraat, B&W 14 februari 1941, naar P.J.L. Eekhout, havenmeester van Rotterdam
- Gorzenpad, genoemd naar de Gorzenpolder bij Pernis
- Grondherenstraat, genoemd naar de grondheren (= grondeigenaren) van Charlois
- Kesterenstraat
- Kortenoord, naar een buurtschap en industriegebied in Nieuwerkerk aan den IJssel
- Lentstraat
- Nijmegenstraat
- Opijnenstraat
- Pannerdenstraat
- Plompertstraat, naar de ten gevolge van de aanleg van de Waalhaven verdwenen polder Plompert
- Rietdijk
- Schipper Blompad, naar Cornelis Blom, een schipper die weigerde zijn ligplaats op te geven bij de demping van de haven van Charlois
- Schulpplein
- Sint-Janshaven, naar de voormalige polder Sint Jansbuitenpolder
- Sluisjesdijk, naar de Barendrechtse Sluis, die het water van de polders Robbenoord en Plompert loosde in de Nieuwe Maas
- Spuikade, naar het Charloisse Spui, een waterreservoir, dat met een sluis in verbinding stond met de Charloisse haven om deze schoon te spoelen
- Spuistraat
- Van Blommesteynstraat, naar Johan Diederik Aegidius van Blommestein, van 1878 - 1895 burgemeester van Charlois
- Van Blommesteynweg
- Vlaskade, naar het vlas dat hier werd verbouwd en verscheept
- Voornsestraat
- Waalhaven N.z.
- Waalhaven O.z.
- Waalstraat
- Wartlastraat, naar de havenmeester Jan Wartla
- Willem Egmondstraat, naar de havenmeester Willem Dirksz Egmond
- Willingestraat, naar de havenmeester Lukas Johan Herman Willinge
- Woudrichemstraat

#### Waalhaven-Zuid(3088)
- Albert Plesmanplein en Albert Plesmanweg
- Anthony Fokkerweg
- Antonie Bodaanweg, reserve-eerste luitenantvlieger, gesneuveld op 10 mei 1940 op Vliegveld Waalhaven
- Beatrix de Rijkstraat
- Beekmanweg, Wim Beekman, gezagvoerder van de verongelukte Uiver
- Blindeweg, een doodlopende weg
- Charloisse Lagedijk
- Coriet van Alphen-Roosstraat, de eerste Rotterdamse met een vliegbrevet
- Geijssendorfferweg, G.J. Geijssendorffer maakte in 1927 de eerste retourvlucht Amsterdam-Batavia
- Groene Kruisweg
- Hilgersweg
- Parmentierplein
- Pottumstraat, Willem Pottum (1875-1949), ballonvaarder en vliegenier
- Reeweg, naar een oude lokale naam, 'het Reeblock'
- Schulpweg
- Smirnoffweg
- Soerweg
- Van Graftstraat, Willem van Graft, vliegenier
- Van Maasdijkweg
- Van Meelstraat
- Van Riemsdijkweg
- Van Veenendaalweg
- Van Weerden Poelmanweg, naar Hendrik van Weerden Poelman (1890-1945); maakte in 1924 met Van der Hoop en Van den Broeke de eerste vlucht naar Nederlands-Indië
- Waalhaven Z.z.

#### Heijplaat(3089)
- Alcorplein, naar een door de RDM gebouwd schip
- Alcorstraat
- Alwinastraat, naar een door de RDM gebouwd schip
- Ampenanpad, naar een door de RDM gebouwd schip
- Ampenanstraat
- Arcturuspad, naar een door de RDM gebouwd schip
- Arie den Toomweg
- Aurorastraat, naar een door de RDM gebouwd schip
- Baandersstraat
- Bisonstraat, naar een door de RDM gebouwd schip
- Boudewijns-Hartslandstraat
- Bunschotenweg
- Corydastraat, naar een door de RDM gebouwd schip
- Courzandseweg
- Deijffelsestraat
- Den Hamweg
- Directeur de Gelderstraat, naar Marius Gerard de Gelder (1896-1959), de eerste directeur van de RDM van 1902 tot 1918
- Droogdokweg, genoemd naar de RDM
- Duivendrechtstraat, naar een door de RDM gebouwd schip
- Eemhavenstraat en Eemhavenweg
- Eemlandweg
- Elimstraat, naar het vroegere evangelisatiegebouw Elim
- Guldelandstraat, naar de polder Oud- en Nieuw Guldeland
- Heijplaatstraat
- Heijplaatweg
- Heysedijk
- Heysekade
- Hoenderhoekstraat, naar de polders Oud- en Nieuw Hoenderhoek
- Karapad, naar een door de RDM gebouwd schip
- Karimunstraat, naar een door de RDM gebouwd schip
- Kiesheidstraat
- Koedoodstraat
- Letostraat, naar een door de RDM gebouwd schip
- Mijdrechtstraat, naar een door de RDM gebouwd schip
- Moordrechtstraat, naar een door de RDM gebouwd schip
- Neptunusstraat, naar een door de RDM gebouwd schip
- Oostbroekweg
- Ophemertstraat
- Quarantaineweg
- Reeweg
- Rimonpad, naar een door de RDM gebouwd schip
- Rondolaan, naar een door de RDM gebouwd schip
- Rondoplein
- Sirrahstraat, naar een door de RDM gebouwd schip
- Spakenburgweg
- Streefkerkstraat, naar een door de RDM gebouwd schip
- Teropad, naar een door de RDM gebouwd schip
- Turbiniastraat, naar een door de RDM gebouwd schip
- Van Kinsbergenstraat, naar een door de RDM gebouwd schip
- Vestaplein, naar een door de RDM gebouwd schip
- Vestastraat
- Victorieuxstraat, naar een schip, dat door de RDM werd gerepereerd
- Waalhaven W.z., Waalhaven Z.z. en Waalhavenweg
- Waarderstraat
- Zaandijkstraat, naar een door de RDM gebouwd schip
- Zaltbommelstraat
- Zeven Provinciënplein